# Setra
Setra ist eine Busmarke der Daimler Truck AG mit Sitz in Neu-Ulm, die im Geschäftsbereich Daimler Buses durch die Konzerntochter Daimler Truck in Europa vertrieben wird. Ursprünglicher Eigner der Marke waren die Kässbohrer Fahrzeugwerke, die Busse unter dem Markennamen Kässbohrer Setra bauten, bis das Unternehmen in wirtschaftliche Schwierigkeiten geriet und die Omnibussparte 1995 an die damalige Daimler-Benz AG verkaufen musste. Der Name Setra leitet sich von dem Wort „selbsttragend“ ab.

## Geschichte

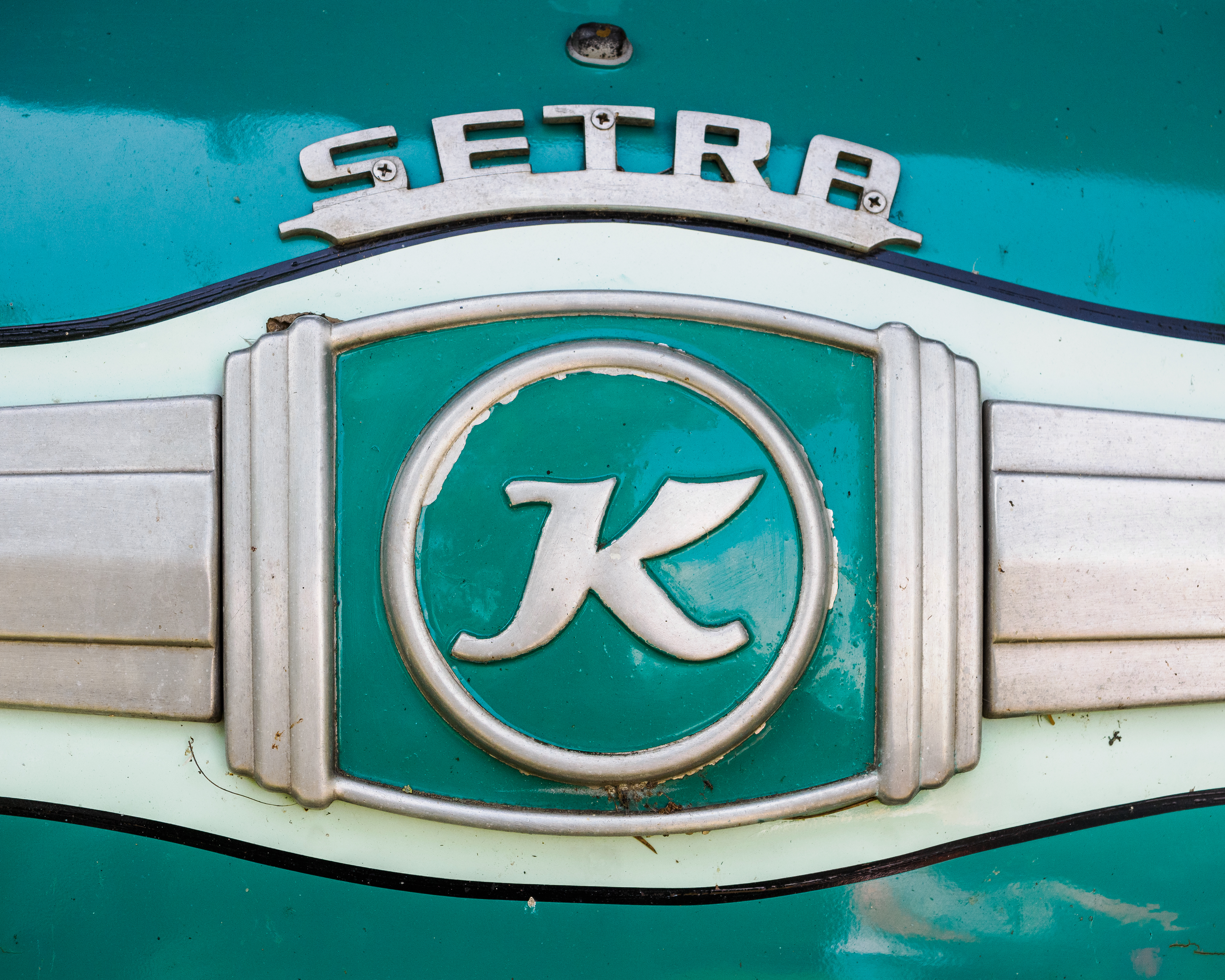
Logo am 50er Jahre Bus

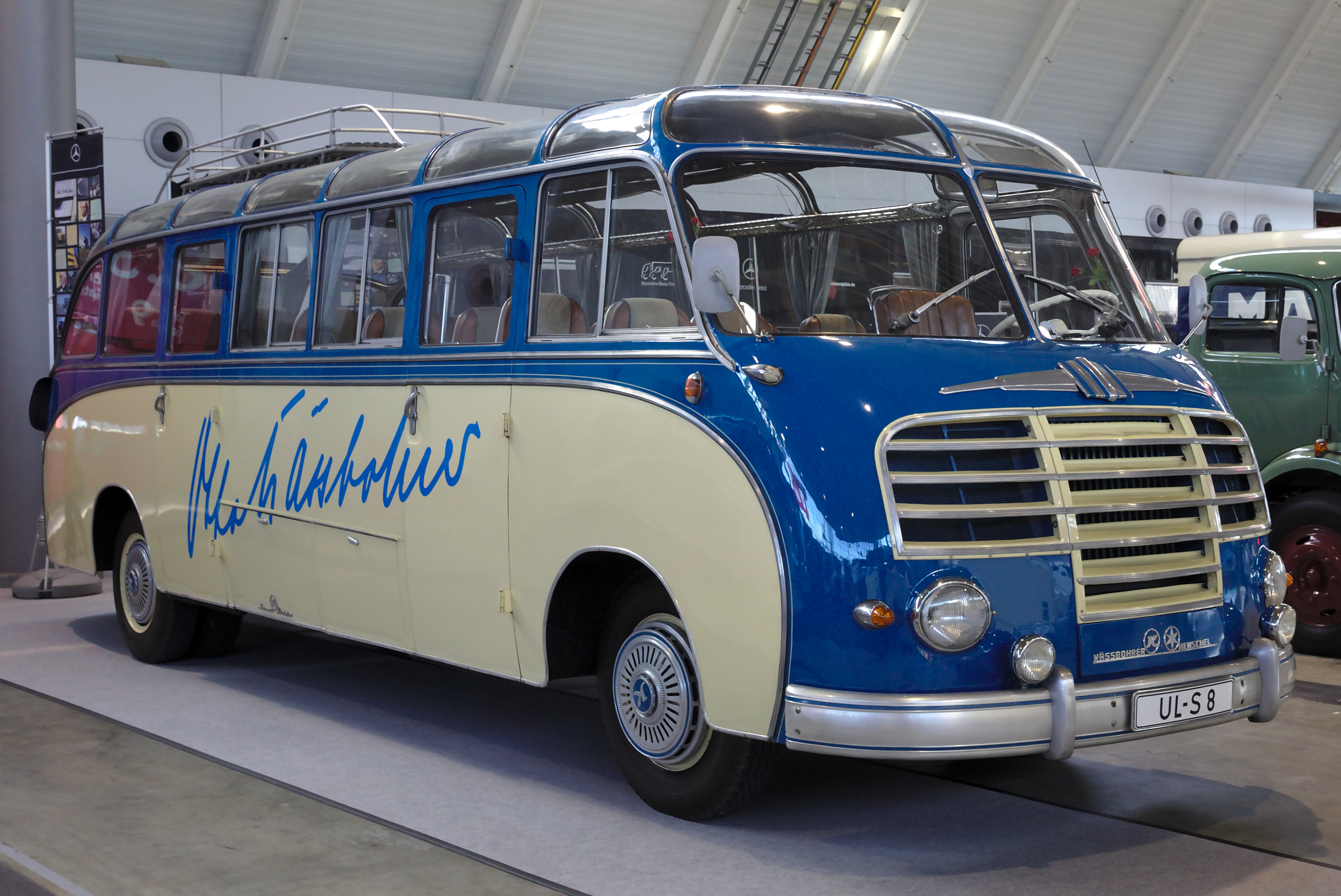
Kässbohrers erster selbsttragender Omnibus, S 8

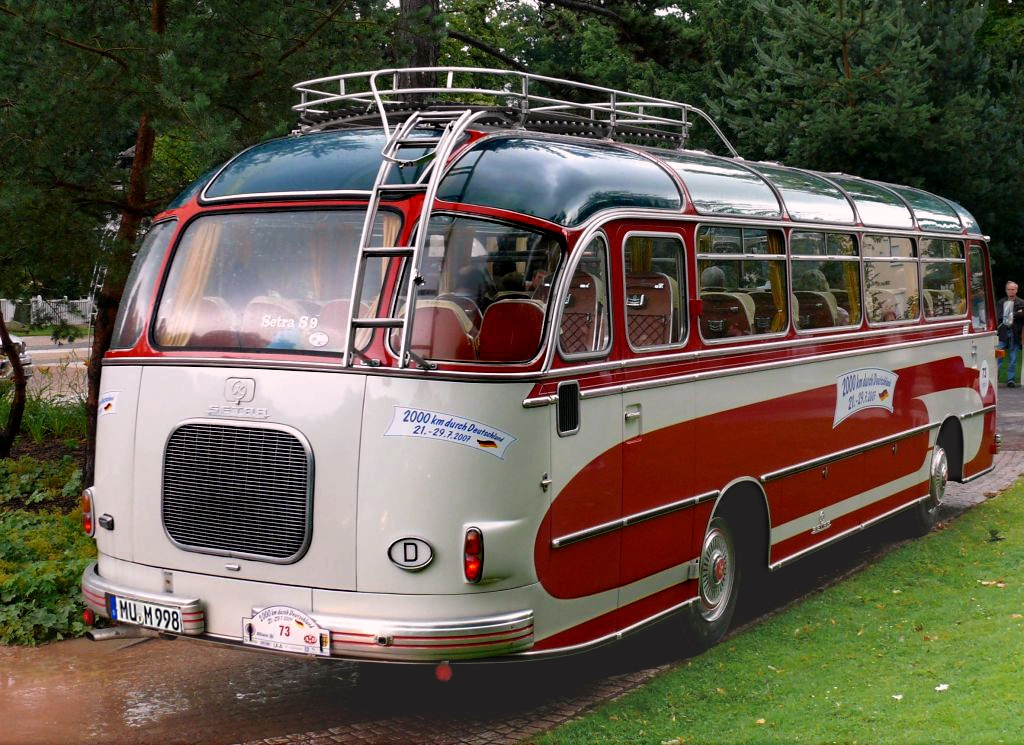
S 9, der Henschel-Dieselmotor war im Heck montiert

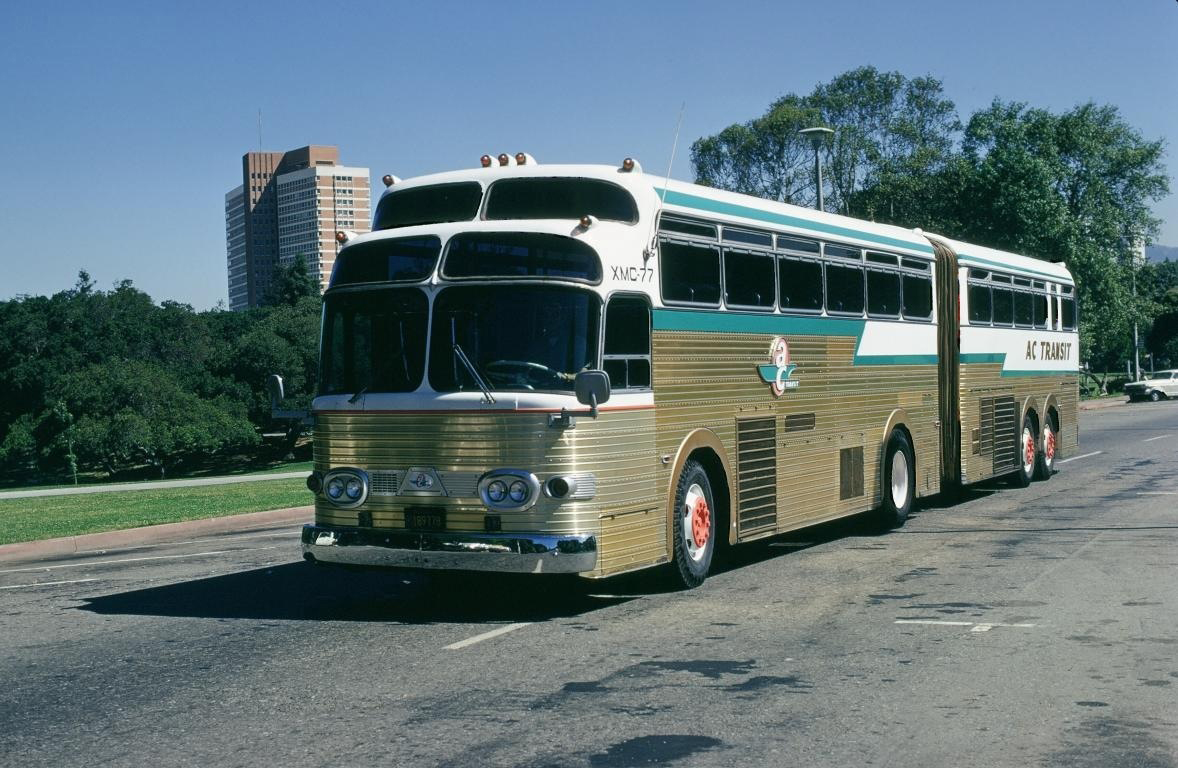
Super Golden Eagle Gelenkreisebus von 1958 für die USA

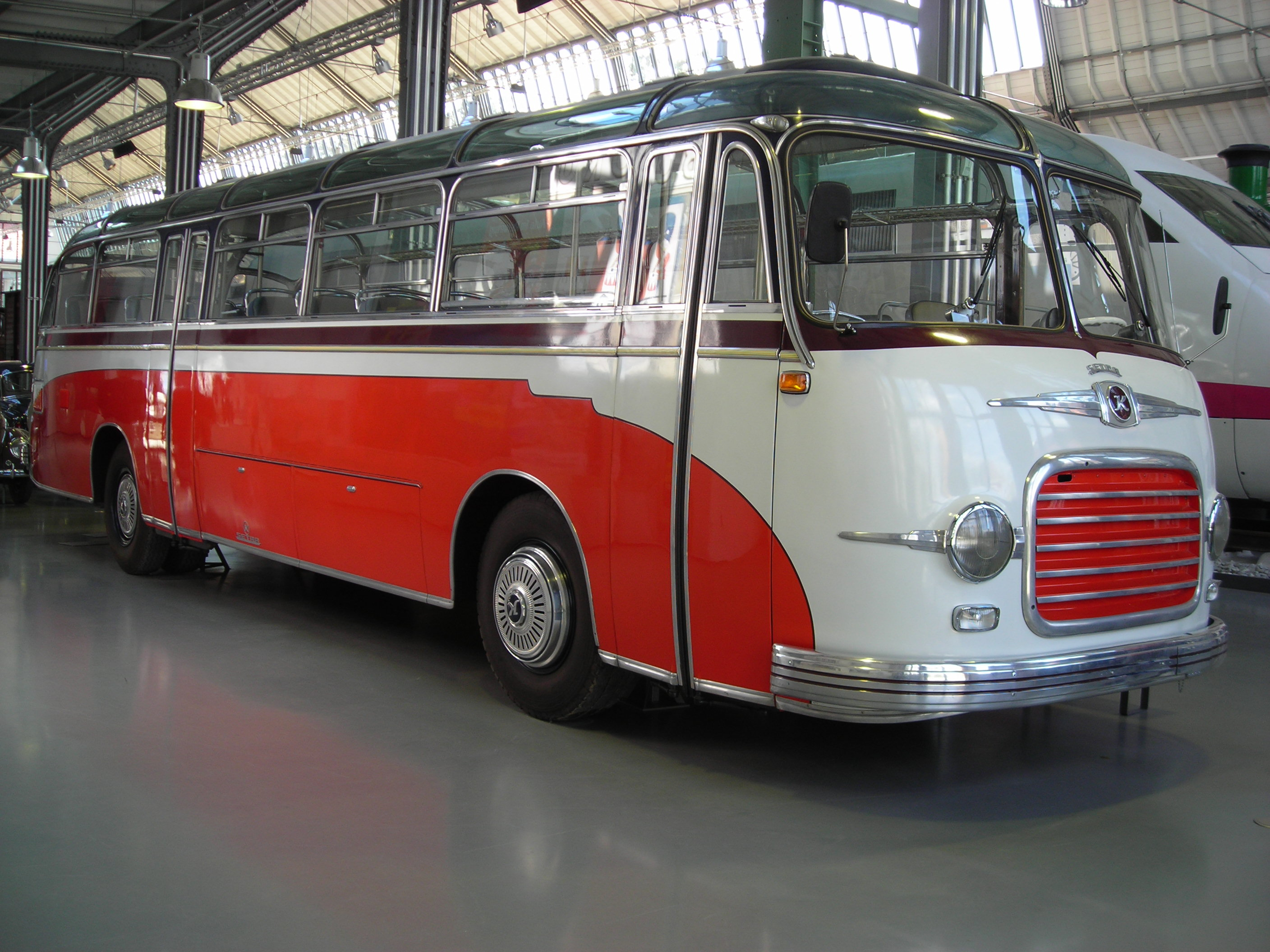
Kässbohrer Setra S 11 (1958)

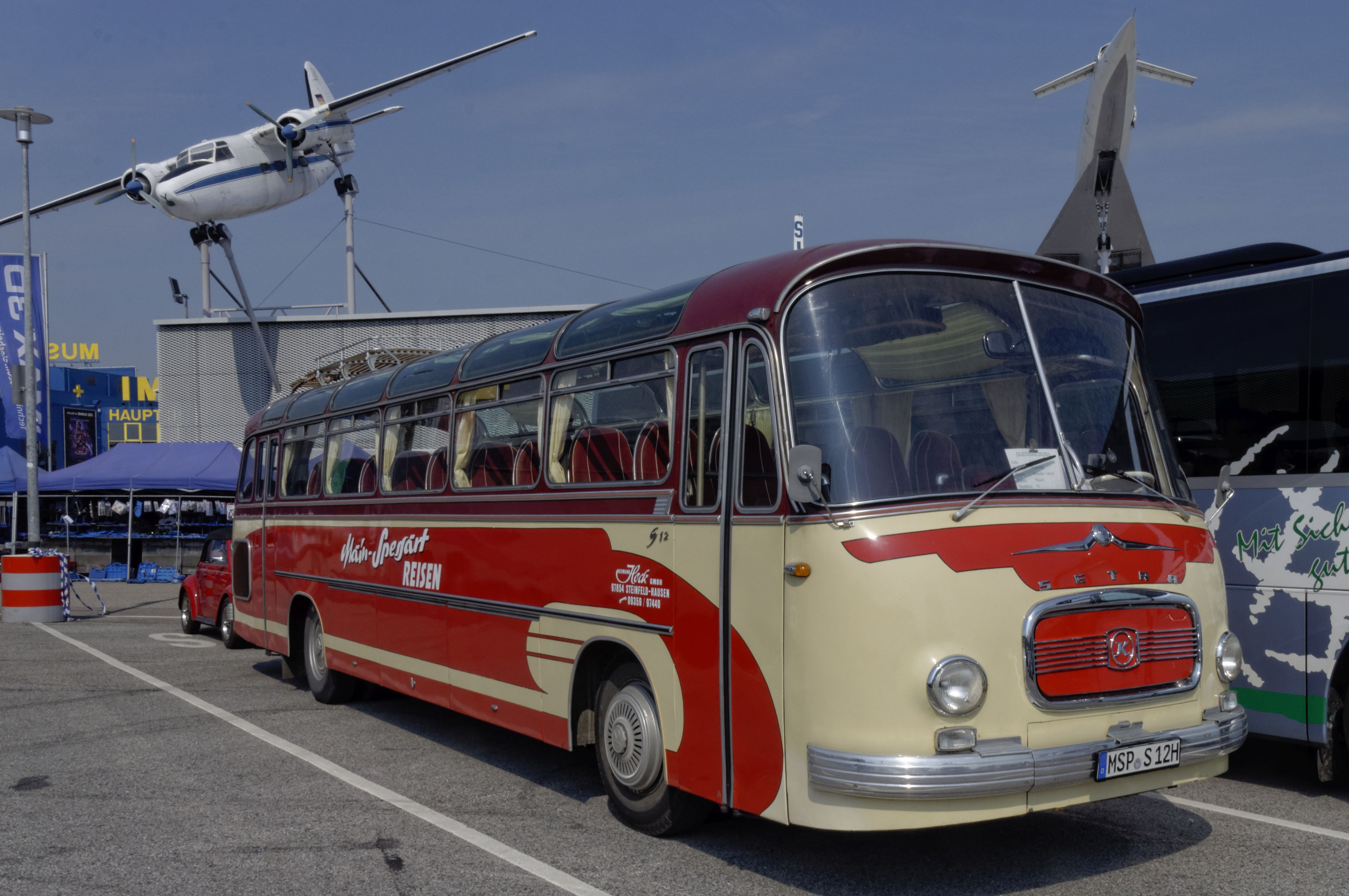
Kässbohrer Setra S 12 (1962)

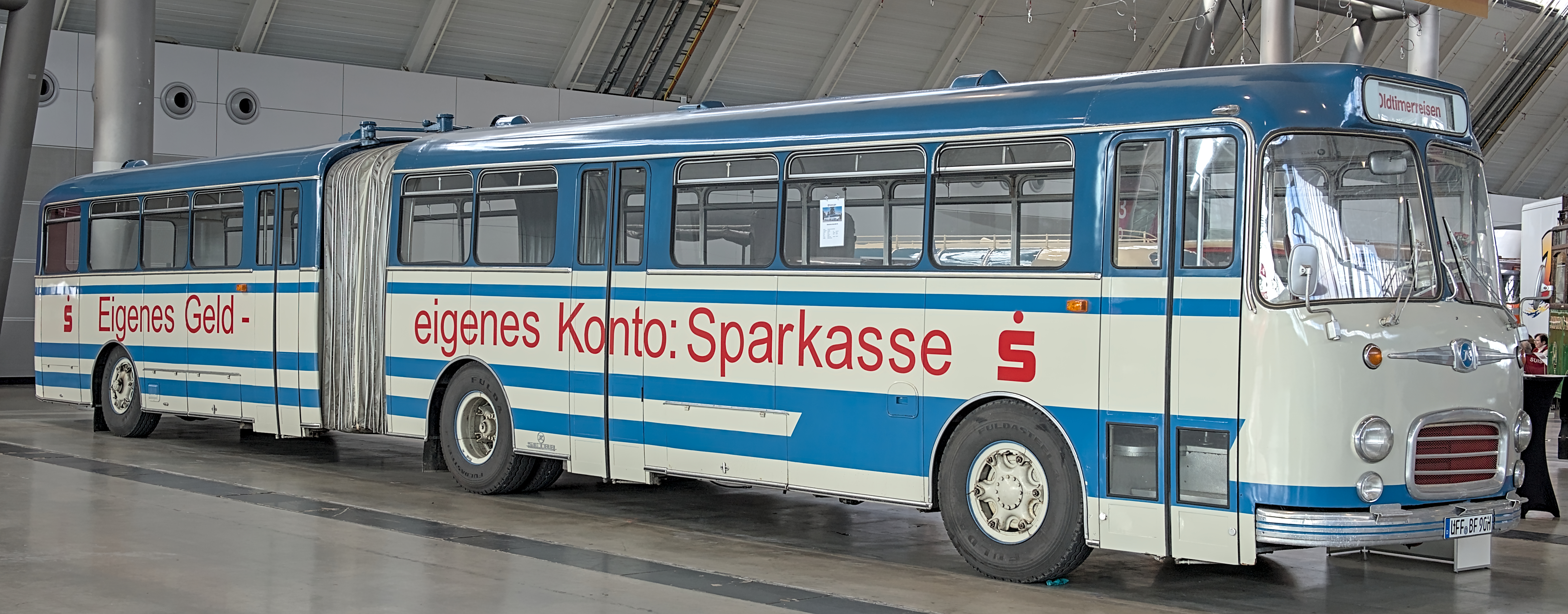
Kässbohrer Setra SG 175 (1965)

### Busse von Kässbohrer
Einen der ersten Omnibusse mit einer selbsttragenden, in sich stabilen und hinreichend verwindungssteifen Karosserie entwickelte Otto Kässbohrer im Jahr 1951. Bei dieser Bauweise konnte auf einen Grundrahmen (Fahrgestell) verzichtet werden. Während bis zu diesem Zeitpunkt andere Konstrukteure von Bussen mit selbsttragender Bauweise noch nicht den Durchbruch geschafft hatten, wurde die Konstruktionsweise des Setra S 8 der Grundstein von Kässbohrers späterem Erfolg mit der Omnibusmarke Setra. Im März 1953 wurde der etwas anders gestaltete und um eine Sitzreihe erweiterte S 9 vorgestellt. Bald wurden die bisher als Reisewagen entwickelten Setra-Busse auch für den Linienverkehr ausgerüstet. Dazu erhielten sie Zielschild-Kästen sowie die Setra-typischen druckluftbetätigten Außenschwingtüren anstatt der einfachen handbetätigten Schlagtüren. Diese wurden in den 1960er Jahren auch bei den Reisebussen Standard, zuerst vorn, dann auch hinten.
Durch eine Kooperation mit Theodor Pekol, der in Oldenburg ein Verkehrsunternehmen betrieb und bereits eigene Busse konstruiert hatte, entstand ab März 1955 der speziell für den Linienverkehr konzipierte Setra SP. Dieser in selbsttragender Schalenbauweise mit Ringspanten aus Leichtmetall und genieteter Beplankung gebaute Wagen hatte ringsum einzeln aufgehängte, einzeln bereifte Räder und eine für die damalige Zeit niedrige Fußbodenhöhe von nur 50 cm. Er hatte eine höhere Nutzlast (6 t) als sein Leergewicht (5,1 t). Der Motor war liegend unterflur im Heck angeordnet. 1957 wurde eine verlängerte Version (10,7 m) dieses Linienbusses vorgestellt, dieser Setra SPL konnte auch mit Luftfederung geliefert werden. Der 1958 erschienene, 10,85 m lange Setra ST 110 war für die Beförderung von maximal 110 Fahrgästen vorgesehen. Ebenfalls 1958 erschien für den US-amerikanischen Fernbuslinien-Markt der erste selbsttragende Gelenkbus „Golden Eagle“. Kässbohrer exportierte etwa 200 Setra-Fernbusse mit der Bezeichnung „Golden Eagle“ oder „Silver Eagle“ in die USA. Diese Fahrzeuge hatten ein für Europa noch nicht übliches Ausstattungsniveau. Neben den bis 1961 fertiggestellten Gelenkbussen mit Zugwagen anderer Omnibushersteller entstand 1959 der erste selbsttragende Gelenkbus für den europäischen Markt: Setra SG 165 für maximal 165 Fahrgäste mit einer Länge von 16,5 m und Büssing-Unterflurmotor im Vorderwagen. Dieser Gelenkbus wurde im Oktober 1961 durch den SG 175 für maximal 175 Fahrgäste ersetzt, der auch über eine geänderte Konstruktion des Gelenkes verfügte. Der für den Linienverkehr vorgesehene ST 110 mit seiner Schalenbauweise wurde nur bis 1961 gebaut. Er wurde erst 1964 durch den 10,65 m langen S 125 für max. 125 Fahrgäste ersetzt, der nun in der Gittergerippbauweise wie die anderen Setras gebaut wurde, aber eine kantige Gestaltung mit hohen Scheiben erhielt. Der Radstand war 5,35 m, die Hinterachse war nun eine zwillingsbereifte Starrachse. Ein Jahr später erhielt auch der Gelenkbus SG 175 dieses kantigere Design, er war nun auch mit einer doppeltbreiten, zweiflügeligen Vordertür lieferbar, die Länge betrug dann 16,7 m. Als SG 175 ÜL gab es auch eine Version mit 18 m Länge. Ab 1966 gab es mit den S 125 ÜL auch eine auf 12 m verlängerte Version des S 125 mit einem Achsstand von 6 m.

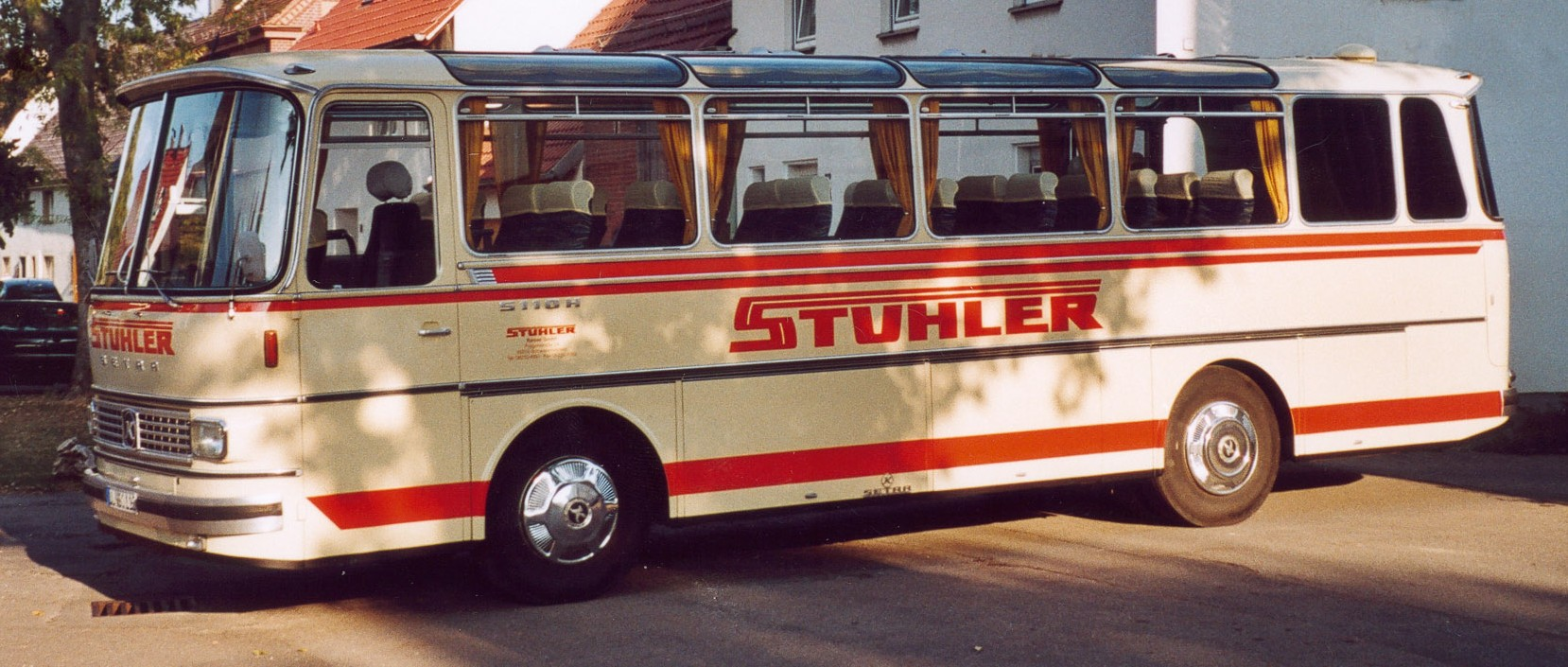
Kässbohrer Setra S 110 H (1972)

Die erste Baureihe S 6 bis S 15 wurde bis 1967 gebaut. Die Ziffern geben jeweils die Anzahl der Sitzreihen an. 1967 folgte die Baureihe 100 mit einem deutlich kantigeren Äußeren, von der die Modelle S 80 bis S 150 und neben weiteren der Gelenkbus SG 180 auf den Markt kamen. Zum Start hatten die Fahrzeuge einzeln aufgehängte Vorderräder in Doppelquerlenker-Bauweise. 1973 kamen Scheibenbremsen auf der Vorderachse in Serie, Trommelbremsen waren optional. Die Baureihe 100 wurde, wie ihre Vorgänger, mit Henschel-Dieselmotoren ausgestattet.
1972 kam der S 200 als erster der weiter entwickelten Serie auf den Markt, ausgestattet mit einem 235-kW-Dieselmotor von Daimler-Benz. WC, Küche und Klimaanlage waren möglich. Die bis heute Setra-übliche Raumlüftung kam auf den Markt. Diese nutzt die natürliche Druckverteilung, die sich um einen fahrenden Bus ergibt. Oberhalb der Seitenfenster tritt die Frischluft ein. In der Höhe der Fahrertür und der vorderen Einstiegstür herrscht Unterdruck und dort wird die Luft wieder aus dem Fahrzeug geleitet. Dies ergibt einen hohen Luftdurchsatz, ohne dass es den Fahrgästen zieht.

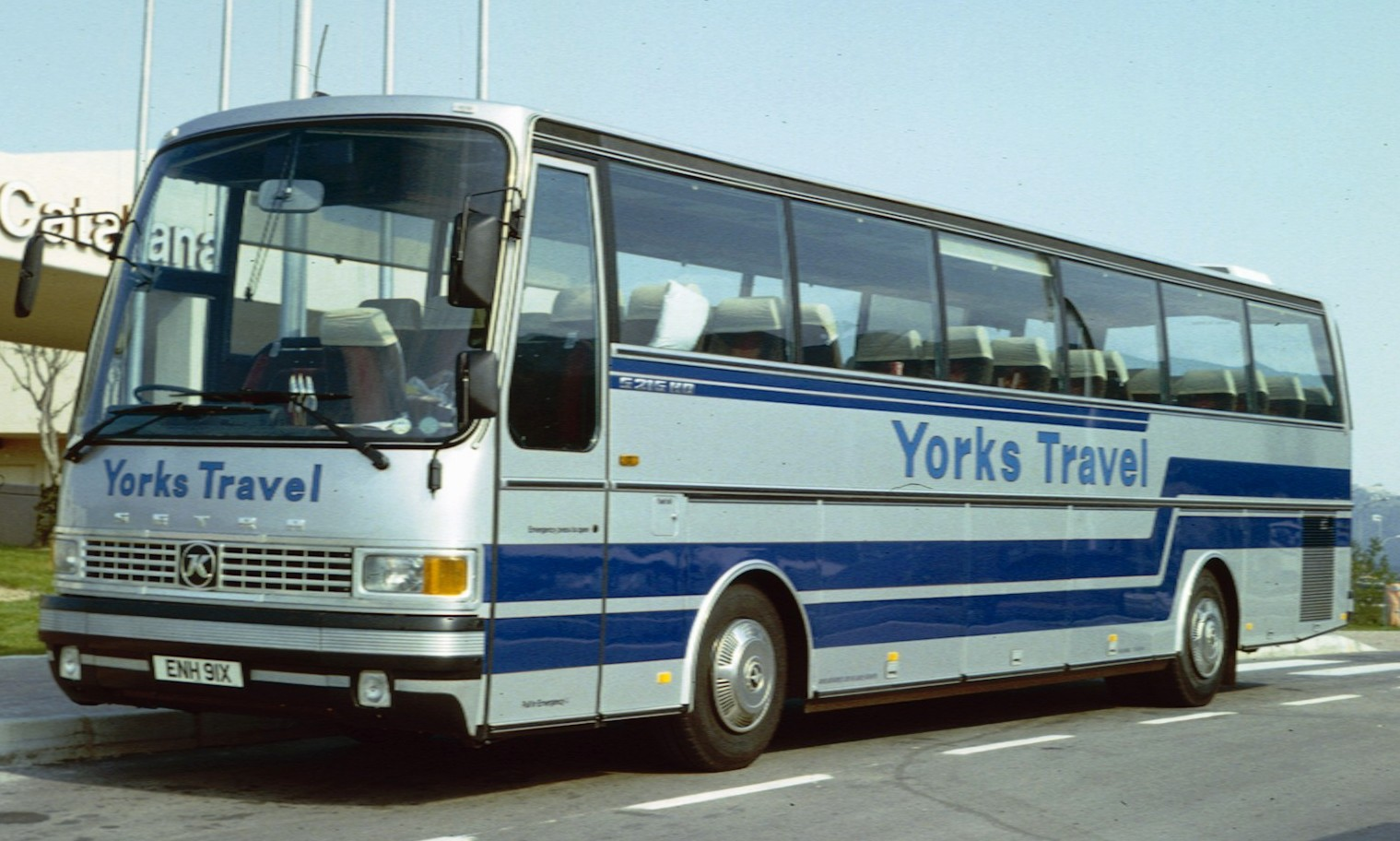
Kässbohrer Setra S 215 HD (1981)

Ab 1976 wurde die Baureihe 200 produziert. Sie war etwas glatter gestaltet als die Vorgänger-Baureihe 100 und bekam eine ungeteilte Windschutzscheibe (außer Exportmodelle nach Übersee). Bei der Markteinführung gab es die zwei Baumuster Hochboden- und Hochdeckerbusse (als Setra Optimal) in den Ausführungen S 211 H, S 212 H, S 213 H und S 215 H sowie S 213 HD und S 215 HD. Die Hochbodenfahrzeuge (790 mm Fußbodenhöhe) waren zunächst mit Türen vor der Vorder- und hinter der Hinterachse, die Hochdecker (1040 mm Fußbodenhöhe) mit Vorder- und Mitteltür ausgestattet. Später gab es beide (längere) Versionen mit Vordertür und wahlweise mit Mittel- oder Hecktür. Später kamen noch sogenannte Superhochdecker (1360 mm Fußbodenhöhe) mit Unterflur-Cockpit (als Setra Royal) hinzu, die noch höher sind als der gewöhnliche Hochdecker und so einen großen Stauraum unter dem Fußboden bieten, der über Klappen von links und rechts zugängig ist. Diese Superhochdecker haben den Namensanhang HDH oder HDS (S 216 HDS mit Unterflurcockpit) und sind Dreiachser. Der kleinste aus dieser Baureihe war der S 208 HM, der größte der Doppeldecker S 228 DT (Setra Imperial).
Kässbohrer führte als erster Nutzfahrzeughersteller 1984 serienmäßig das ABS bei Reisebussen ein. Einige Zeit konnte man Setra-Busse auch noch ohne ABS bekommen, Kässbohrer formulierte es so: „… auf Wunsch gegen Minderpreis“. Die Baureihe 200 war die variantenreichste Setra-Baureihe. Der S 215 HD wurde zu dem typischsten Setra der ganzen Baureihe 200. Dieser Fahrzeugtyp war auch die Messlatte aller anderen Reisebusse auf dem europäischen Markt.
Angetrieben wurden die 200er überwiegend mit V6-, V8- und V10-Dieselmotoren von Daimler-Benz, später mit Abgasturbolader und auch Motoren von MAN wurden angeboten. Mit der Baureihe 200 gab es wieder Fahrzeugvarianten für den US-amerikanischen Markt, erkennbar an der geteilten Windschutzscheibe, ausgestattet mit Motoren von Detroit Diesel und Automatikgetrieben von Allison.
Bei der 200er Baureihe gab es auch eine einfacher ausgestattete Version als Kombibus (Setra Rational) für den Einsatz auf Linie und bei kürzeren Reisen als S 213 / 215 HR oder RL mit Linienanzeigen. Von den Reisebussen der Baureihe 200 abgeleitet wurde auch der Überlandbus S 215 UL, den es auch als Gelenkbus SG 221 UL gab (als Setra Regional), und den Stadtbus S 215 SL und SG 219 SL (Setra Communal). Später gab es den S 215 NR als ersten Niederflur-Regionalbus. Diese Bauweise ist heute als „Low-Entry“ bekannt (niedriger Einstieg, aber im Heck konventionell gebaut).

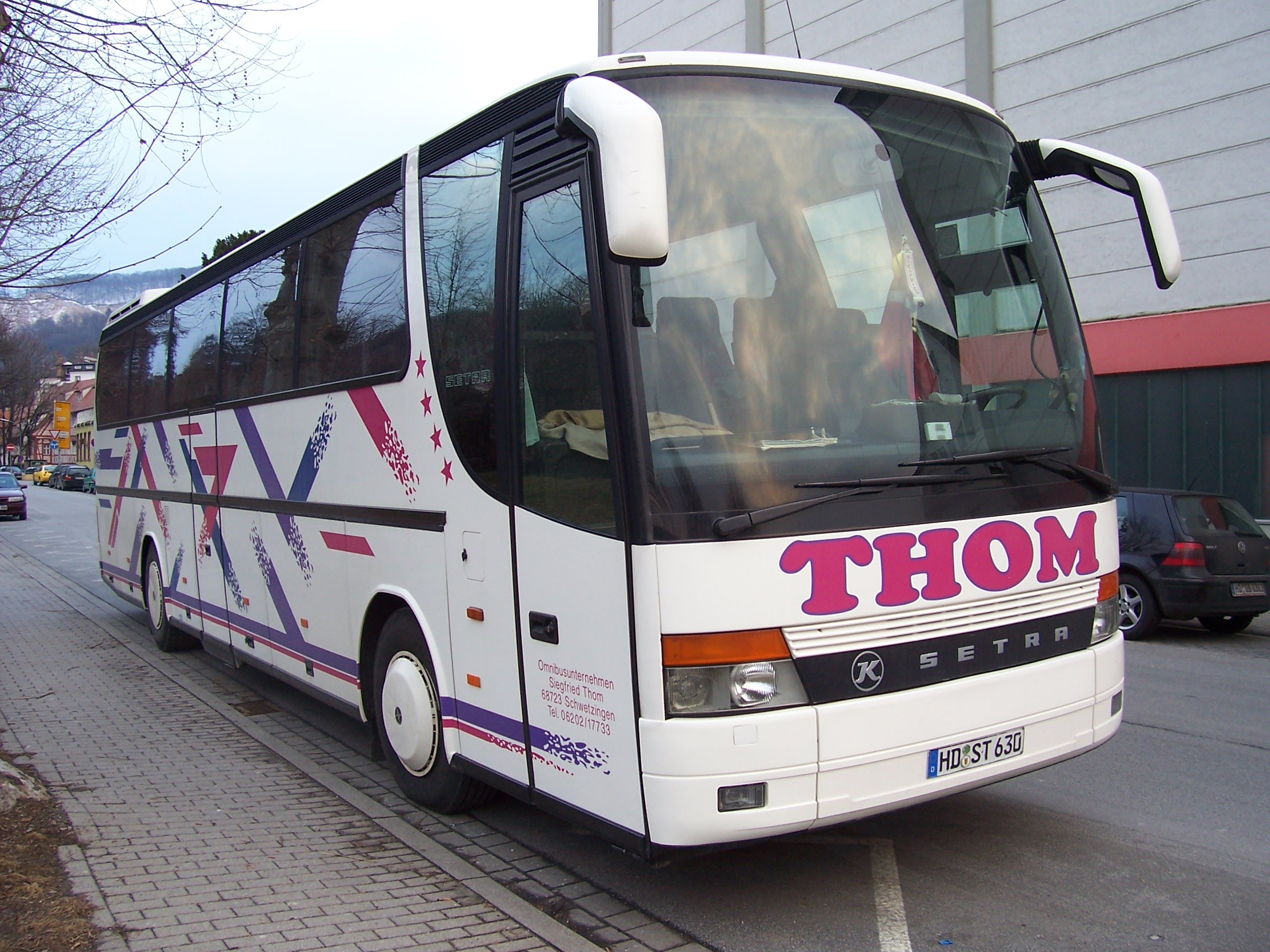
(Kässbohrer) Setra S 315 HD

Ein nicht zur 200er Baureihe gehörender Bus war der Ende der 1980er Jahre entwickelte dreitürige Niederflur-Stadtbus Kässbohrer Setra S 300 NC mit quer eingebautem Heckmotor und ZF-Antriebskomponenten, der 1989 vorgestellt wurde, und die Konstruktion des fast zehn Jahre später erscheinenden Mercedes-Benz Citaro vorwegnahm. Der S 300 NC erhielt keine große Verbreitung, lediglich die EVAG in Essen und das Verkehrsunternehmen Transpole in Lille erhielten eine nennenswerte Anzahl dieser fortschrittlichen Stadtbusse. 1994 wurde die Produktion eingestellt.
Ein weiterer außergewöhnlicher Typ war der S 216 HDS, ein Superhochdecker mit Unterflurcockpit. Wegen der geringen Stückzahlen wurde dieser Typ nur geringfügig modifiziert als S 316 HDS angeboten, während die neue Baureihe 300 verkauft wurde. Der S 216 HDS war der Nachfolger des SG 221 HDS, einem Superhochdecker-Gelenkbus, mit „Wespentaille“ zwischen Vorderwagen und Nachläufer, der ein Einzelstück blieb.
Ab 1991 wurde die Baureihe 300 entwickelt. Die typischen Außenspiegel der Baureihe ermöglichen dem Fahrer, alle Stellen um den Bus zu sehen, außer unmittelbar hinter dem Bus. Nach dem Zusammenschluss mit Daimler-Benz wurde die Produktion der Stadtbusse eingestellt und Setra das Segment der Überland- und Reisebusse zugewiesen. Bei Überlandbussen setzte sich die Niederflurtechnik (Typbezeichnungen „NF“ für Niederflur und „LE“ für Low Entry) immer mehr durch.

### Busse von Daimler Buses Setra

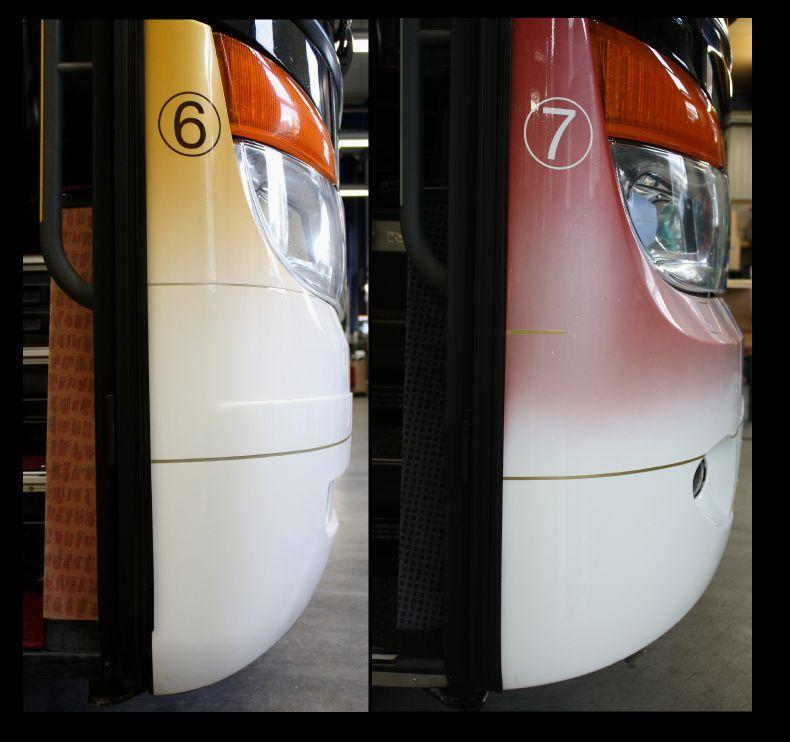
Setra TopClass 400 Facelift an der Nase sichtbar

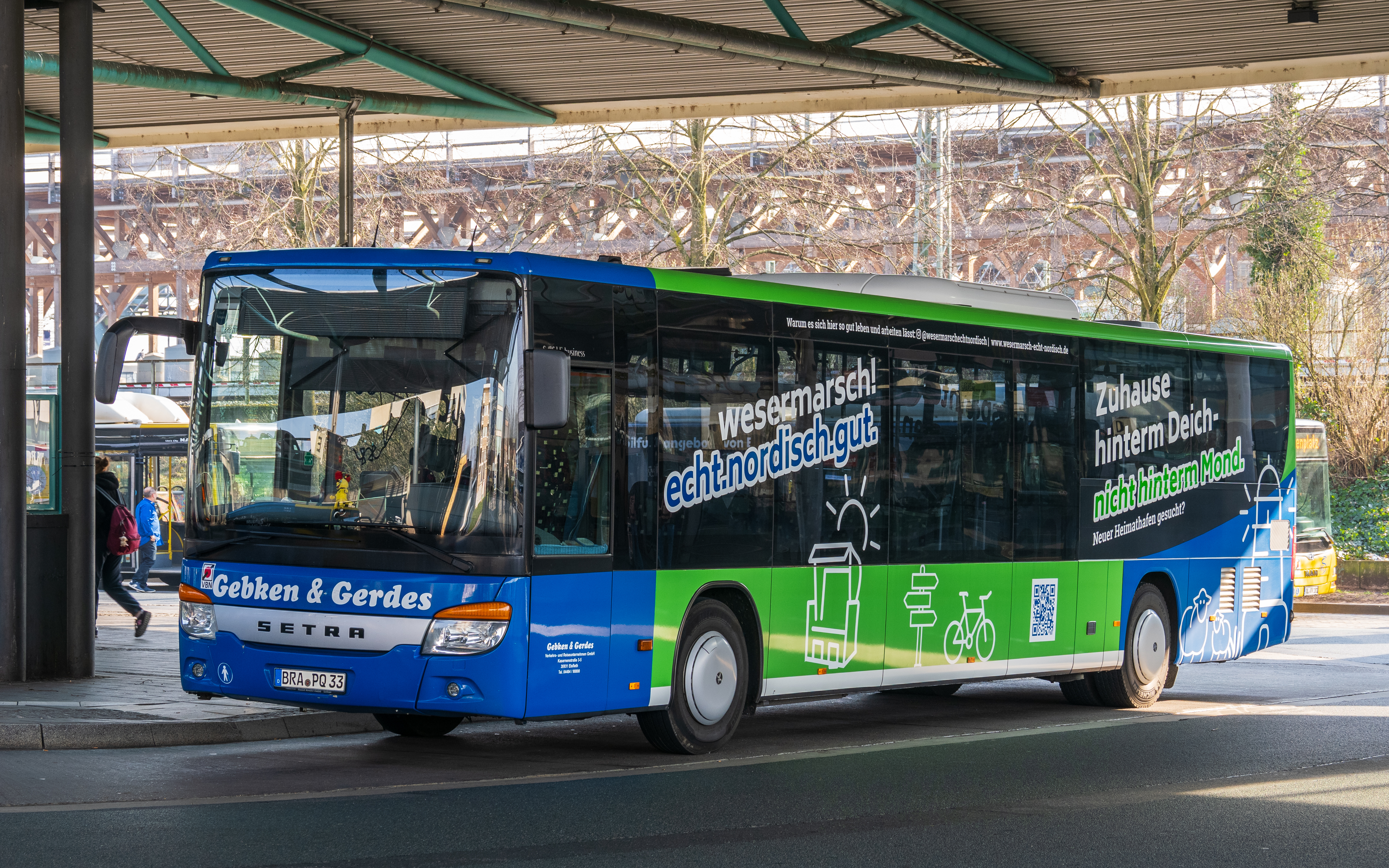
Setra S 416 LE business

Die ersten Busse der Baureihe 400 kamen 2001 auf den Markt. Sie sind in die Produktreihen MultiClass (Kombibusse), ComfortClass (Reisebusse) und TopClass (komfortablere Reisebusse einschließlich des Doppeldeckerbusses S 431 DT) eingeteilt. Die TopClass 400 wurde 2007 überarbeitet.
2012 wurden die Reisebusse der ComfortClass 500 vorgestellt (S 515 HD, S 516 HD, S 517 HD), deren Karosserien für die ab 2017 geltende Norm ECE R66/01 verlängert und aerodynamisch verbessert wurden. Scheinwerfer und Scheibenwischer waren neu gestaltet.
2013 wurde mit den Hochdeckern TopClass 500 in drei Längen (S 515 HDH, S 516 HDH, S 517 HDH) der Generationswechsel auch in der TopClass begonnen und für zukünftige Festigkeits- und Abgasnormen angepasst und aerodynamisch optimiert, der Geräuschpegel im Innenraum gesenkt und die Rohbaumasse reduziert.
Im türkischen Evobus-Werk wurde die Produktion der 2013 vorgestellten MultiClass 400 business aufgenommen. Dies waren einfacher ausgestattete Überlandbusse in drei Längen. Das Konzept ähnelte dem im gleichen Werk gebauten Mercedes-Benz Intouro. Im darauf folgenden Jahr wurden zwei Low-Entry-Modelle auf Basis der UL-business-Reihe ins Programm aufgenommen.
2022 wurde die Überarbeitung der ComfortClass 500 und TopClass 500 vorgestellt.
2023 wurde die Überarbeitung des S 531 DT und die neue Modellreihe Setra MultiClass 500 LE (S 510 LE, S 515 LE, S 516 LE und S 518 LE) vorgestellt. Der Zusatz business entfällt bei der MultiClass 500 LE-Baureihe.

## Produktion

Früheres Kässbohrer-Setra-Logo

Das gesamte Spektrum an Omnibussen der Marke Setra wird in Neu-Ulm produziert. Die Karosserien und Fahrwerke werden im EvoBus-Werk Mannheim hergestellt, per Eisenbahn nach Neu-Ulm transportiert und dort lackiert, montiert und fertiggestellt. Das Werk Neu-Ulm nahm 1992 den Betrieb auf. Die mit dem Zusatz „business“ geführten Modelle werden in Hoşdere in der Türkei gefertigt. Seit 2006 sind dort die Produktionstätigkeiten angesiedelt, die zuvor in Ulm stattfanden. Seit 2009 ist die Verwaltung in Neu-Ulm untergebracht.
Neben Setra gehört auch die Omnibussparte von Mercedes-Benz zu Daimler Buses, einem hundertprozentigen Tochterunternehmen des Daimler-Konzerns. Die Modellreihen Integro und Travego der Marke Mercedes-Benz sind Schwesterprodukte, die in Fahrwerk und Antrieb eine Vielzahl gleicher Komponenten verwenden und ebenfalls in Neu-Ulm gefertigt werden. Die seit 2004 an das US-amerikanische Unternehmen Academy Bus ausgelieferten S 417 tragen neben dem Setra-Logo den Mercedes-Stern.

## Typenbezeichnungen

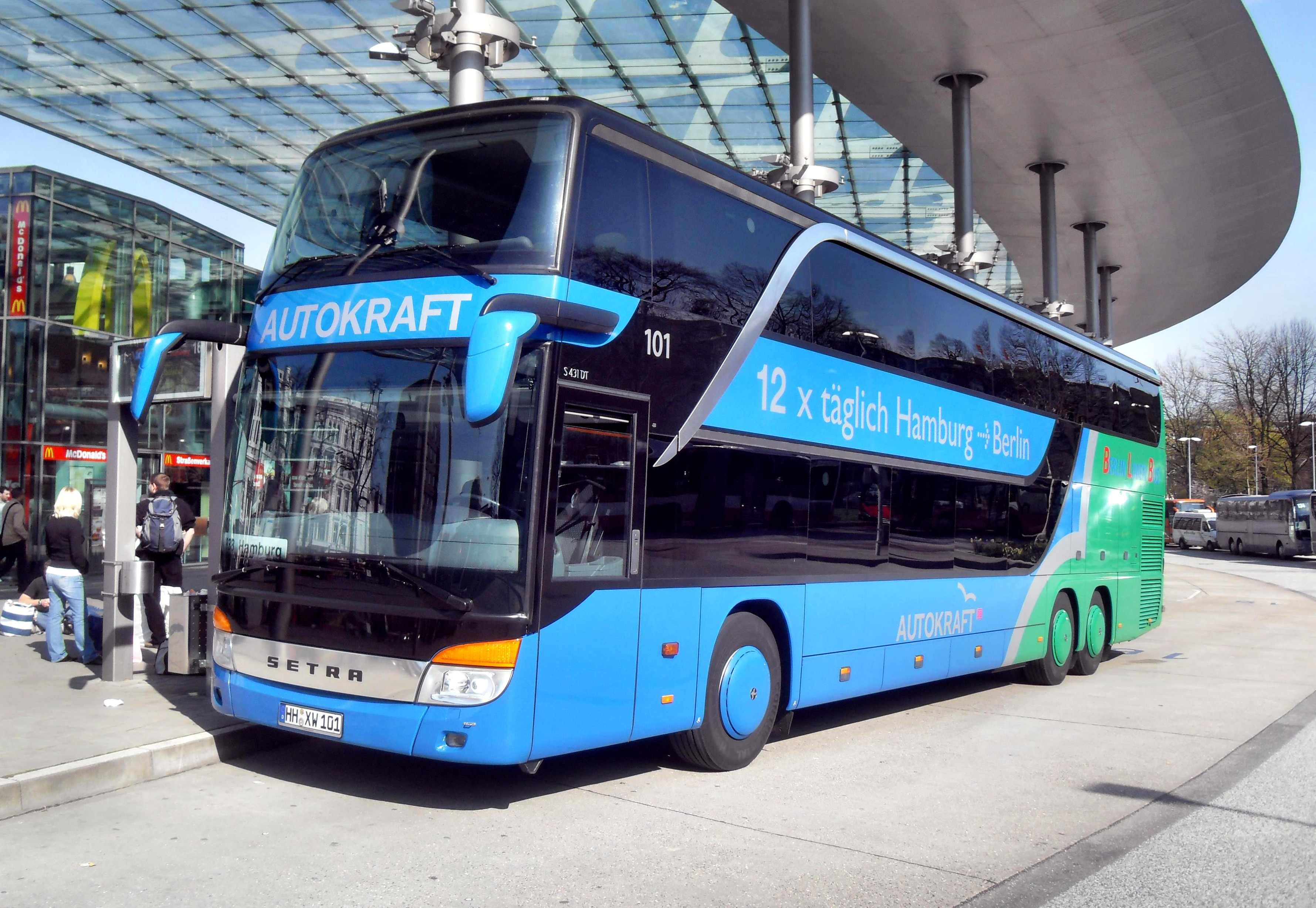
Setra-Bus S 431 DT der Autokraft im Hamburger Zentralen Omnibusbahnhof im Auftrag der Berlin Linien Bus auf dem Weg nach Berlin

Anhand der Typenbezeichnung ist die maximale Anzahl der Sitzreihen erkennbar. Bei der ersten Setra-Baureihe stand die Zahl der Sitzreihen allein. Bei der zweiten Baureihe (Baureihe 100) wurde eine 0 oder 5 angehängt, bei den folgenden Baureihen (Baureihen 200, 300 und 400) jeweils eine Ziffer vorangestellt. Beispiel: S 8 (= 8 Sitzreihen), S 140 (= 14 Sitzreihen), S 215 (= 15 Sitzreihen), S 417 (= 17 Sitzreihen) oder S 319 UL (= 19 Sitzreihen). Durch Komforteinbauten oder eine bestimmte Sterne-Klassifizierung vermindern sich die Sitzreihen; die Typenbezeichnung bleibt aber erhalten. Ab der Baureihe 200 gaben Zusätze nach der Zahl die Ausstattung an: aktuell (Baureihe 400/500) sind dies DT für Doppelstock-Touristikbus, HD für Hochdecker, HDH für Hochdecker hoch und LE für Low-Entry-Bus. Früher wurden außerdem H für Hochbodenbauweise (keine Radkästen im Fahrgastraum), MD für Mitteldecker (Ablösung der GT-Reihe), UL für Überlandlinienbus, NF für Niederflurbus, GT für Reisebusse (Grand Tourisme), HDS für Superhochdecker, SL für Stadtlinienbusse und NR (Niederflur Rational) für die ersten Überland-Niederflurbusse (200er Reihe) verwendet. Nur wenige Typen erhielten abweichende Bezeichnungen, beispielsweise der S 250 Special (ein modifizierter S 215 HD, der auch nach Vorstellung der Baureihe 300 als Einsteigermodell weiter angeboten wurde) und der S 300 NC (ein früher Niederflur-Stadtlinienbus als ein Vorgänger des Mercedes-Benz Citaro).
Die verschiedenen Modelle der 200er Reihe trugen zu den Typbezeichnungen noch Namenszusätze, wobei zunächst die Bezeichnung „International“ (mit Zusatzbuchstaben I in der Typbezeichnung) für Reise- und Kombibusse mit vereinfachter Heizung/Lüftung verwendet wurde. Für den Linienverkehr gab es die Bezeichnungen „Communal“ und „Regional“, für Reise-Kombimodelle die Bezeichnung „Rational“. Das kurzzeitig angebotene Clubbusmodell auf Basis des S 210 H trug abweichend den Namenszusatz „Real“. Klimatisierte Hochdeckerbusse wurden standardmäßig „Optimal“, der Superhochdecker S 216 HDS „Royal“ und der Doppelstockbus S 228 DT „Imperial“ genannt. Die Exportversion des 215 HDH für den US-Markt (daran wurde später das HDH-Modell für den hiesigen Markt angelehnt) wurde als „Transcontinental“ bezeichnet. Teilweise hielten sich diese Bezeichnungen noch bei Einführung der 300er Reihe, wie für den S 328 DT, spätestens mit Einführung der 400er Reihe wurden diese Namenszusätze mit der Aufteilung in „Multi-“, „Comfort-“ und „TopClass“ aufgegeben. Die Zusatzbezeichnung „business“ tragen in der Türkei seit 2013 gefertigte Modelle mit einfacherer Ausstattung.

## Aktuelle Modelle in Deutschland

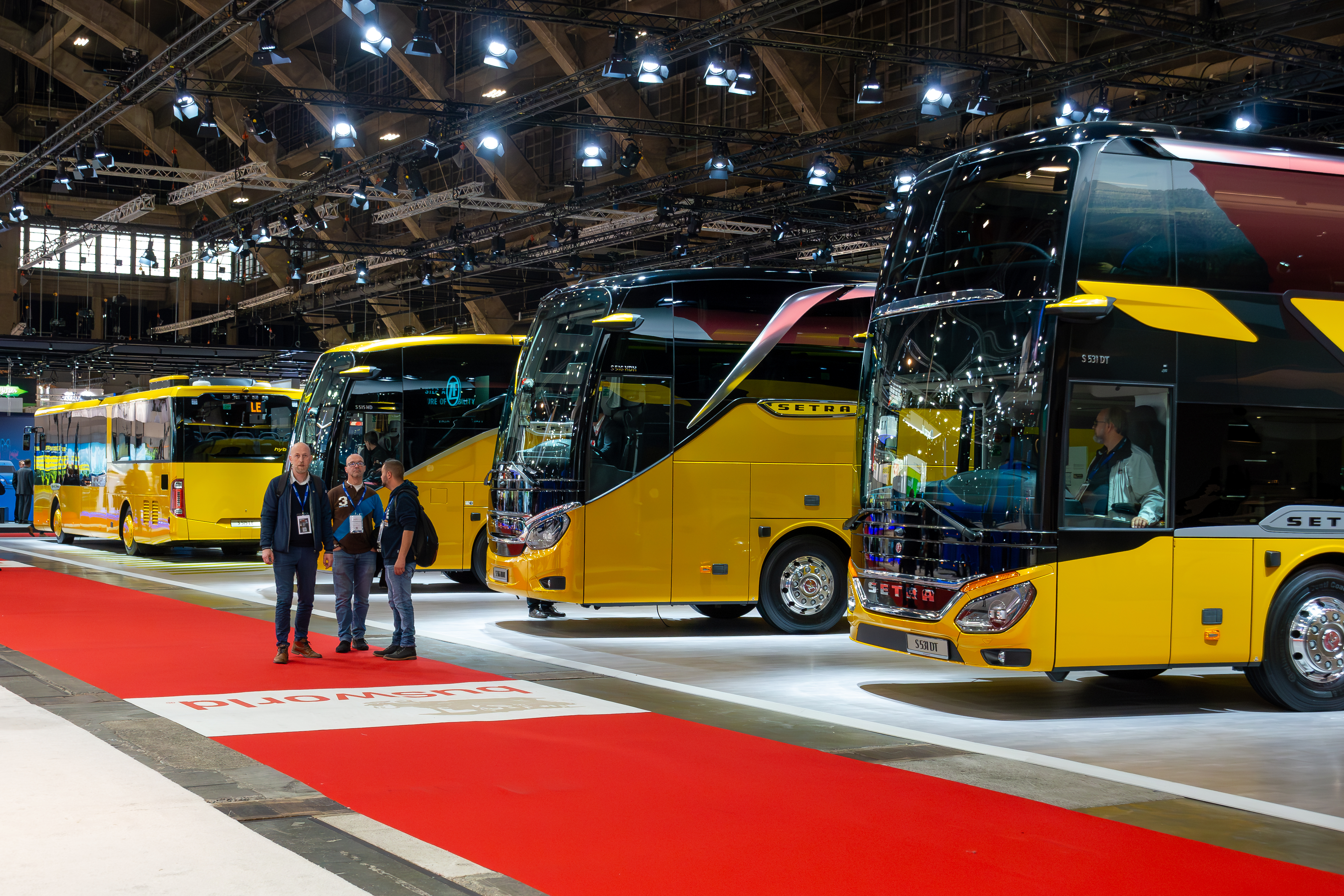
500er-Serie Busse aller drei Klassen

- MultiClass 500: Niederflurbusse von 10,5 m bis 14,5 m Länge als Zwei- und Dreiachser

- ComfortClass 500: Reisebusse mit 10,5 m bis 15 m Länge als Zwei- und Dreiachser

- TopClass 500: Reisebusse als Superhochdecker mit 12,5 m bis 14 m Länge als Dreiachser

## Baureihenchronik
| Jahr | Typ                                                                                         | Anmerkung                                                                                     |
| ---- | ------------------------------------------------------------------------------------------- | --------------------------------------------------------------------------------------------- |
| 1951 | Setra S 8                                                                                   | selbsttragende Karosserie, Heckmotor und direkter Antrieb auf die Hinterachse                 |
| 1953 | Setra S 9, Setra S 10                                                                       | 9 Sitzreihen, wurde auch als Linienbus eingesetzt                                             |
| 1955 | Setra S 6, S 10, S 11, Setra SP                                                             | Pekol-Linienbus mit Einzelradaufhängung, größere Nutzlast als Eigengewicht                    |
| 1958 | Setra ST 110, Setra Golden Eagle, Setra Silver Eagle                                        | Stadtbus mit max. 110 Fahrgastplätzen, Luftfederung, 10,85 m lang Fernlinienbusse für die USA |
| 1959 | Setra S 9, S 10, S 12, Setra SG 165                                                         | 16,5 m langer Gelenkbus für 165 Fahrgäste, Luftfederung, Büssing-Unterflurmotor               |
| 1961 | Setra S 14, Setra SG 175                                                                    | Gelenkbus für max. 175 Fahrgäste                                                              |
| 1962 | Setra S 12                                                                                  | 11 m langer Reisebus                                                                          |
| 1963 | Setra S 125                                                                                 | 10,65 m langer Linienbus für max. 125 Fahrgäste                                               |
| 1964 | 5000. Setra ausgeliefert                                                                    |                                                                                               |
| 1965 | Setra S 7, S 15                                                                             | Nachfolger des S 6                                                                            |
| 1967 | Setra S 100, S 110, S 120, S 130, S 150                                                     |                                                                                               |
| 1968 | Setra S 80                                                                                  | Nachfolger des S 7                                                                            |
| 1969 | 10000. Setra wird ausgeliefert                                                              |                                                                                               |
| 1971 | Setra S 130 S, S 140                                                                        |                                                                                               |
| 1972 | Setra S 200                                                                                 | erster Bus der 200er Reihe                                                                    |
| 1973 | Setra SG 180 S, SG 180 Ü, S 140 ES                                                          | Linienbusse                                                                                   |
| 1975 | Setra S 80 B                                                                                | Weiterentwicklung des S 80                                                                    |
| 1976 | Setra S 211 H, S 212 H, S 213 H, S 215 H, S 213 HD, S 215 HD                                |                                                                                               |
| 1977 | Setra S 209 H                                                                               |                                                                                               |
| 1979 | Setra S 208 H                                                                               | kurze Version der Baureihe 200                                                                |
| 1980 | Setra S 215 HDS, S 216 HDS                                                                  |                                                                                               |
| 1981 | Setra S 228 DT, S 213 HR, S 215 HR, S 213 RL, S 215 RL                                      |                                                                                               |
| 1983 | Setra S 215 UL, SG 221 UL                                                                   |                                                                                               |
| 1984 | Setra S 215 SL, SG 219 SL, S 215 HDH                                                        |                                                                                               |
| 1988 | Setra S 215 HDH                                                                             |                                                                                               |
| 1989 | Setra S 300 NC                                                                              | dreitüriger Niederflur-Stadtbus                                                               |
| 1991 | Präsentation der 300er Baureihe, Setra S 215 NR                                             |                                                                                               |
| 1992 | Setra S 315 HD, S 328 DT                                                                    | S 315 HDH Bus Of The Year 1993                                                                |
| 1993 | Setra S 217 HDH                                                                             |                                                                                               |
| 1994 | Setra S 315 UL, S 315 H, S 315 GT, S 250 Special                                            |                                                                                               |
| 1995 | Setra S 315 NF, S 313 UL, SG 321 UL                                                         |                                                                                               |
| 1996 | Setra S 217 HDH, S 315 NF, S 315 GT-HD                                                      | S 315 NF Bus Of The Year 1997                                                                 |
| 1997 | Setra S 319 UL, S 315 HDH/3, S 317 HDH/3, S 316 HDS, S 319 NF                               |                                                                                               |
| 1999 | Setra S 317 GT-HD                                                                           |                                                                                               |
| 2001 | Präsentation der 400er Reihe                                                                | S 415 HDH Bus Of The Year 2002                                                                |
| 2007 | Überarbeitung der TopClass 400                                                              |                                                                                               |
| 2009 | Überarbeitung der ComfortClass 400, Einführung der Hochboden-Überlandbusse S 415 H, S 416 H | S 415 NF Bus Of The Year 2009                                                                 |
| 2010 | Präsentation der neuen Sitze „Voyage“ für die TopClass und Nachfolger-Baureihe              |                                                                                               |
| 2012 | S 515 HD, S 516 HD/2, S 516 HD, S 517 HD                                                    | Präsentation ComfortClass 500                                                                 |
| 2013 | S 515 HDH, S 516 HDH, S 517 HDH                                                             | Präsentation TopClass 500                                                                     |
| 2014 | S 415 LE business, S 416 LE business, S 511 HD, S 519 HD, S 515 MD, S 516 MD                | S 515 HD Coach of the Year 2014                                                               |
| 2015 | S 418 LE business                                                                           |                                                                                               |
| 2017 | S 531 DT                                                                                    | Präsentation des neuen Doppelstockbusses der TopClass 500                                     |
| 2017 | S 516 HD/2 Sustainable Bus Award 2018                                                       |                                                                                               |
| 2022 | Überarbeitung der ComfortClass 500 und TopClass 500                                         |                                                                                               |
| 2023 | Überarbeitung S 531 DT und Präsentation S 510 LE, S 515 LE, S 516 LE und S 518 LE           |                                                                                               |

## Galerie

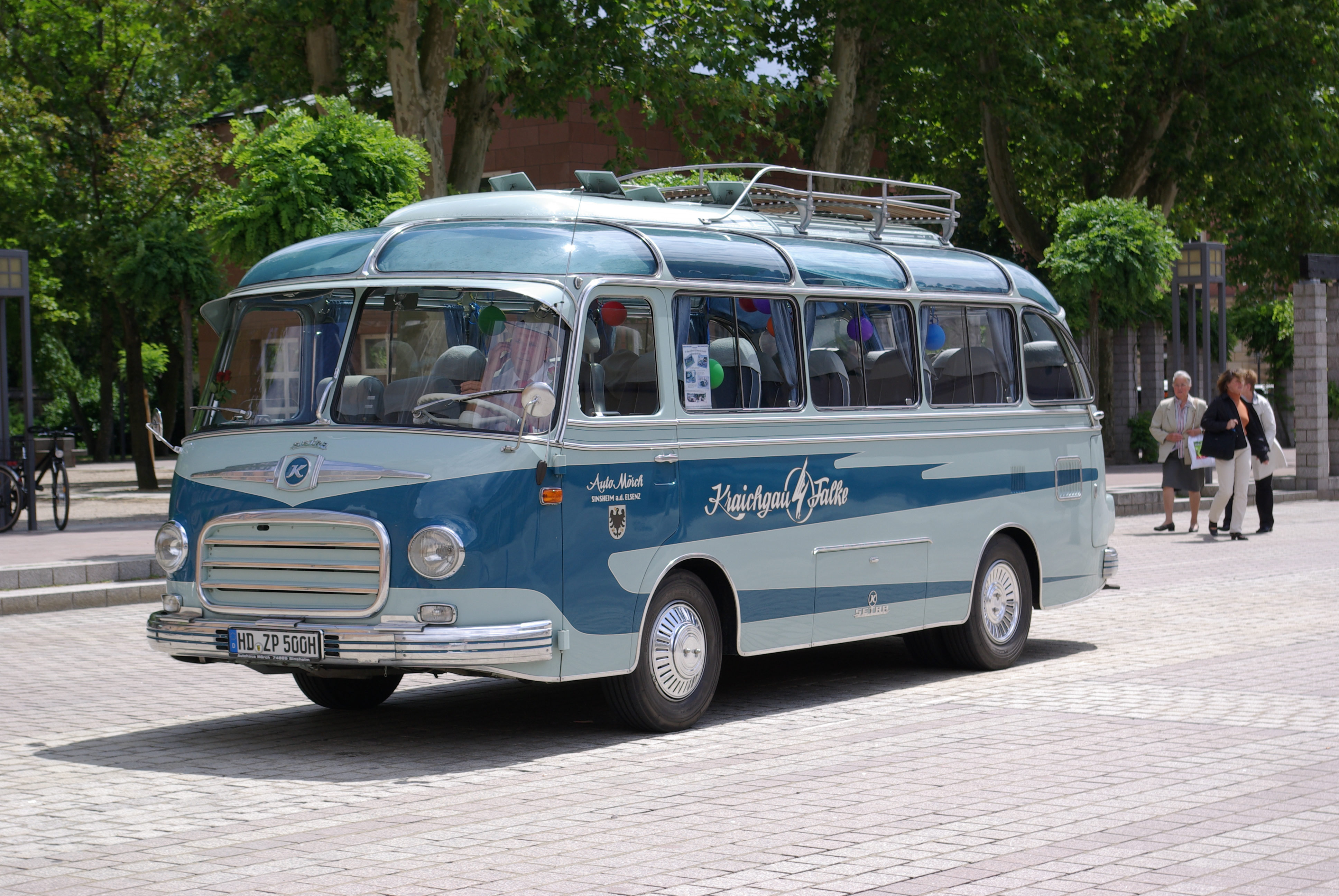
Setra S 6
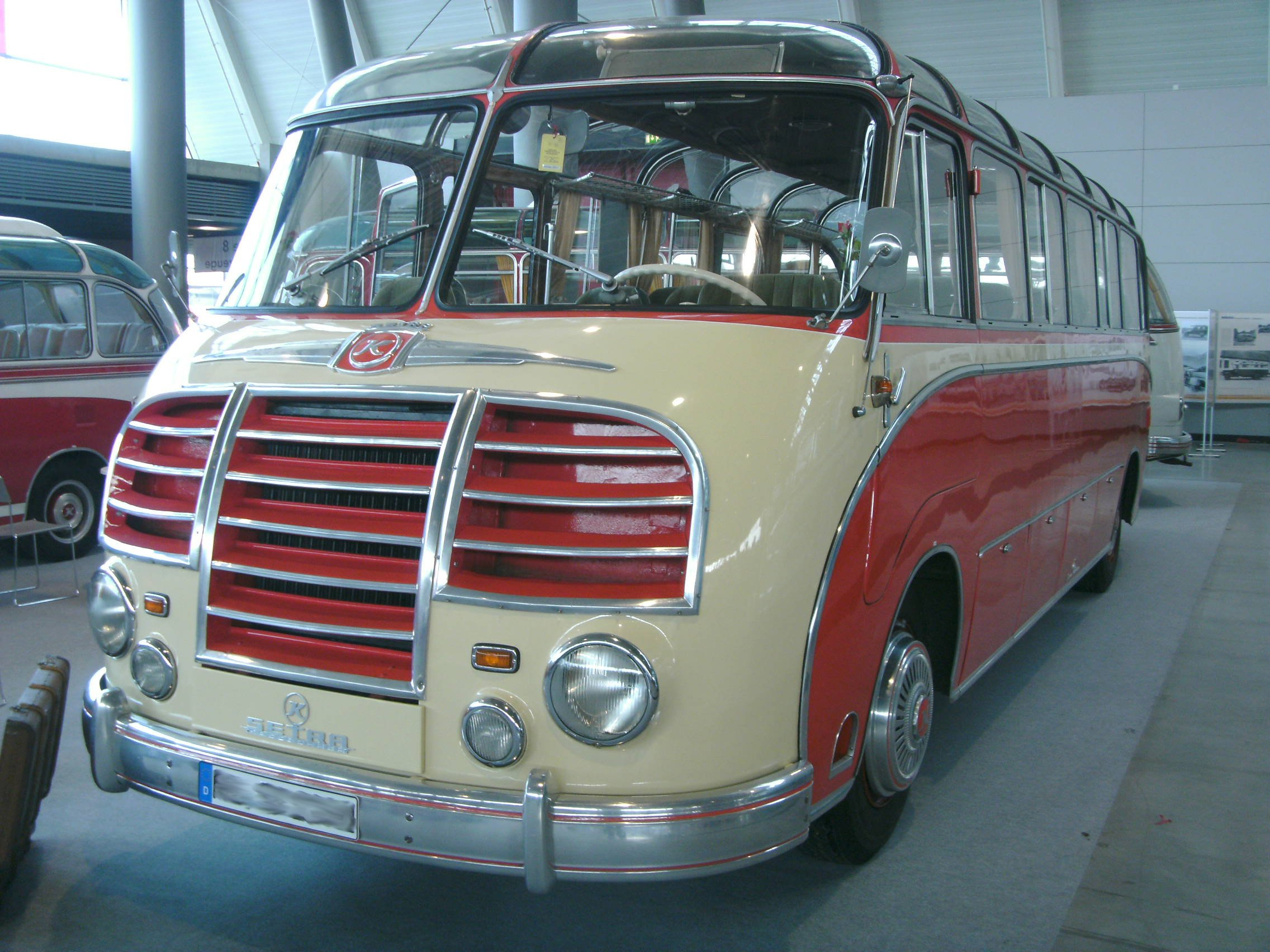
Setra S 8, Bj. 1954
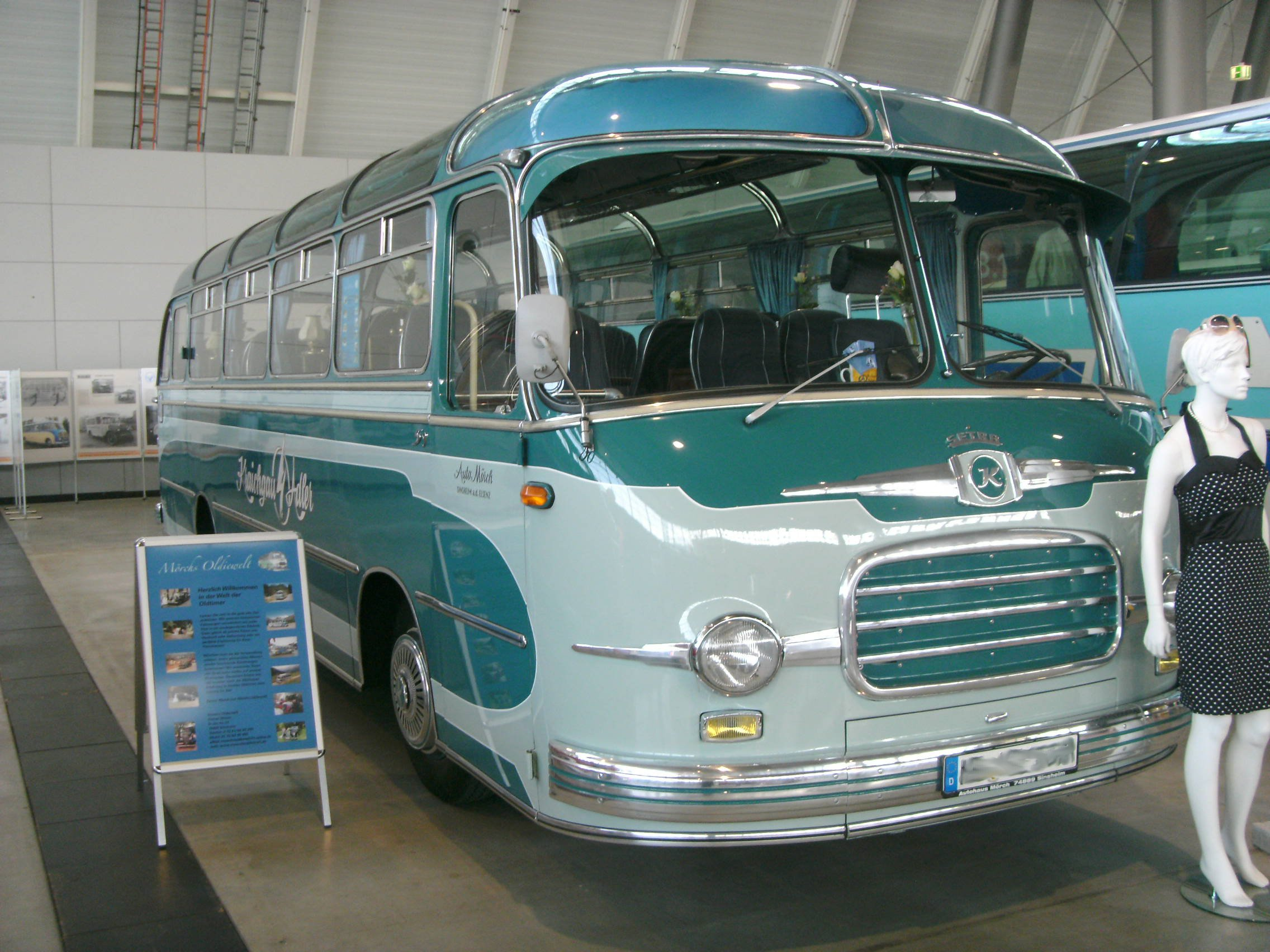
Setra S 9, Bj. 1960
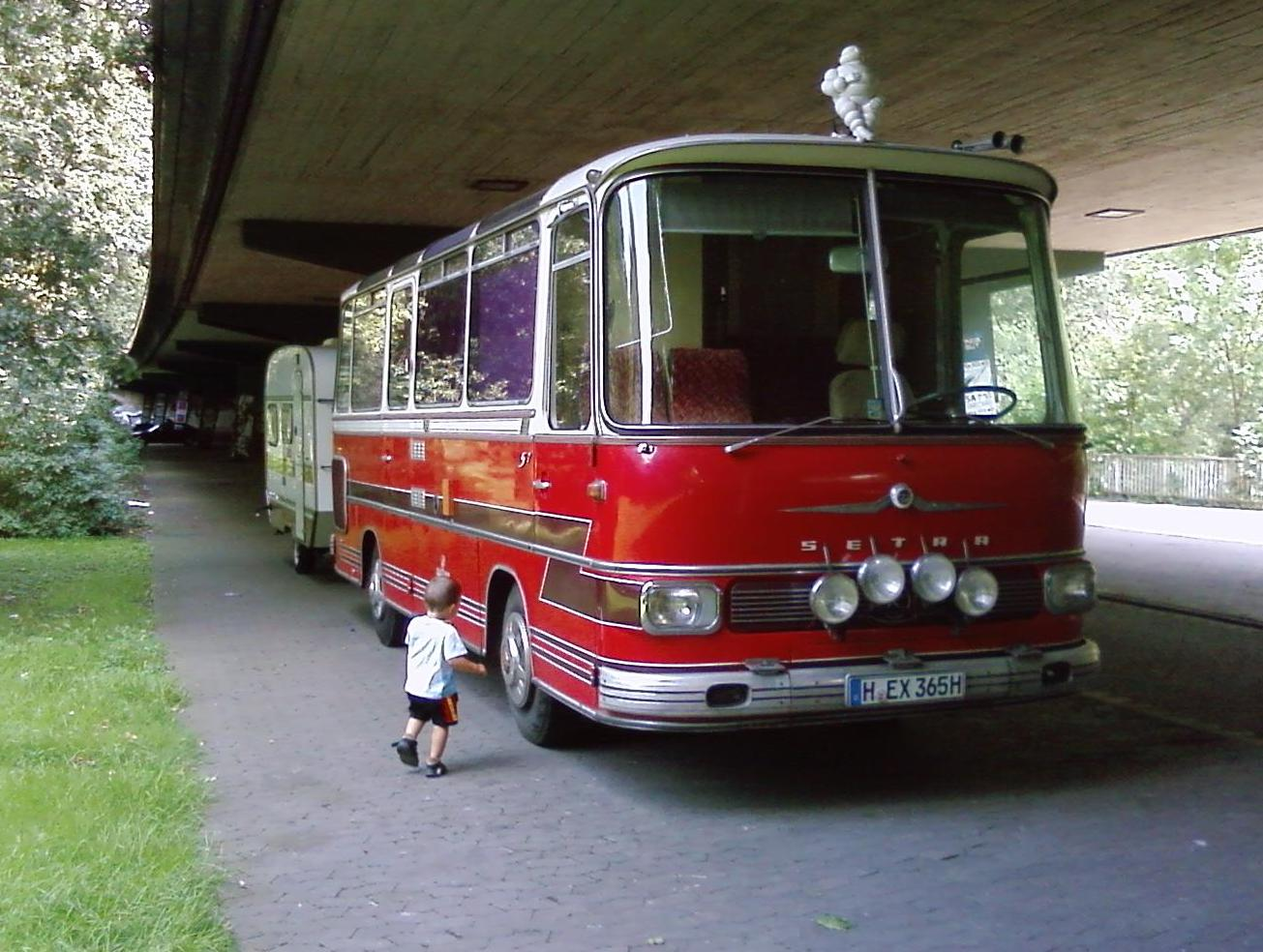
Setra S 7
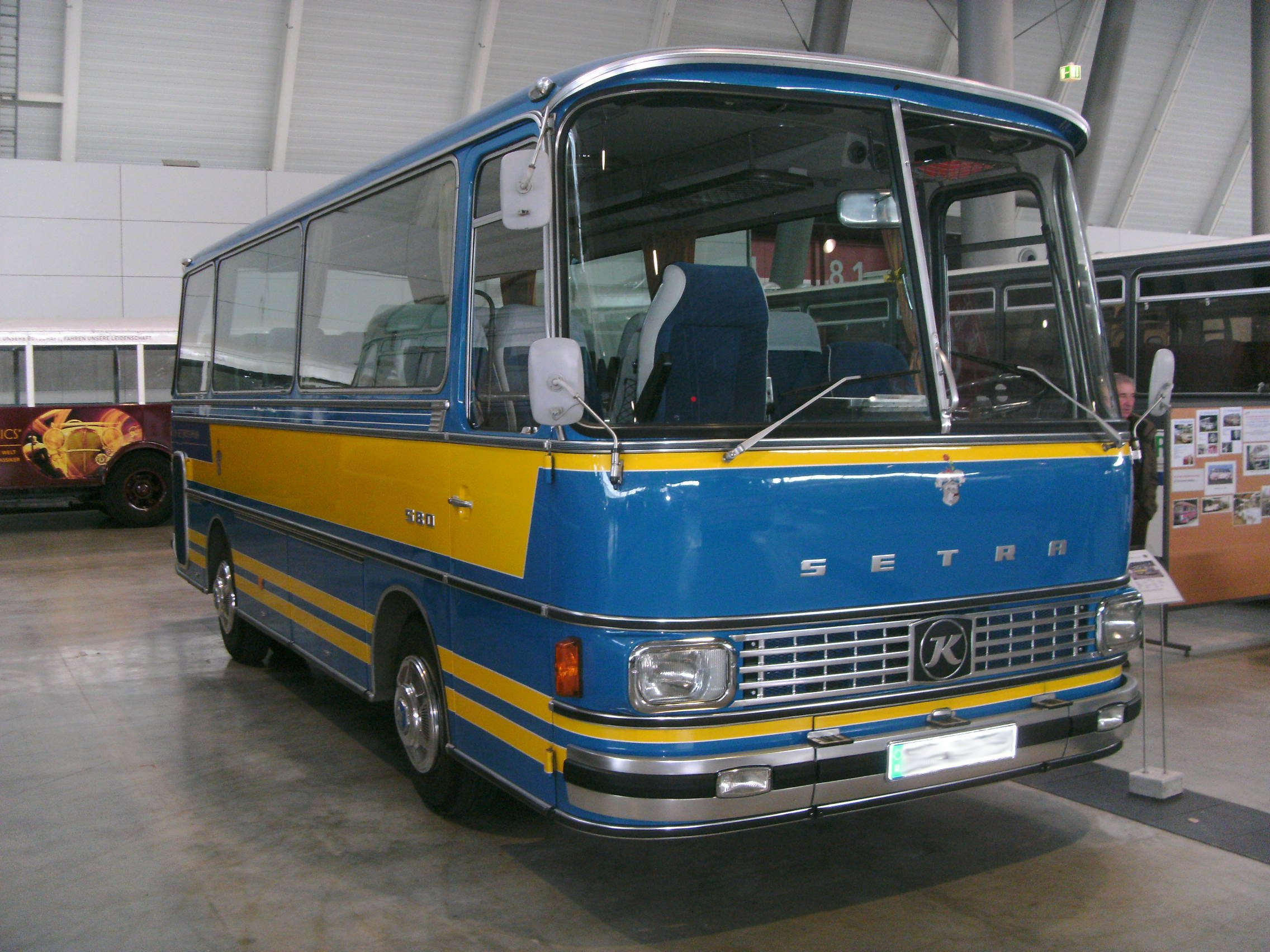
Setra S 80, Bj. 1974
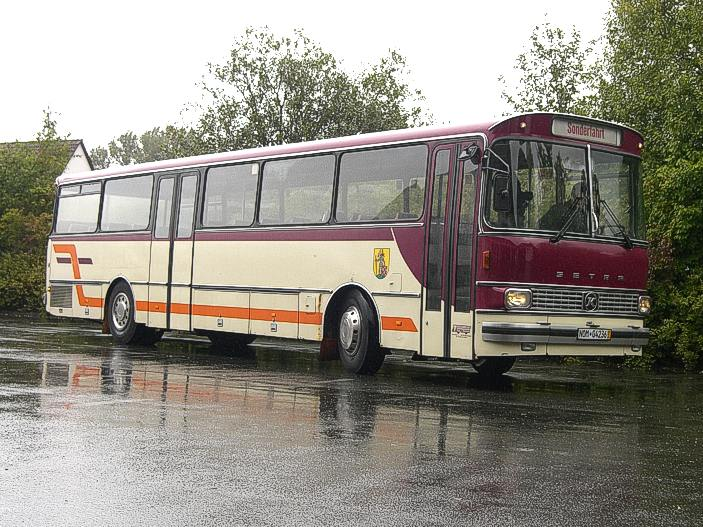
Setra S 140 ES Überlandbus der 2. Generation
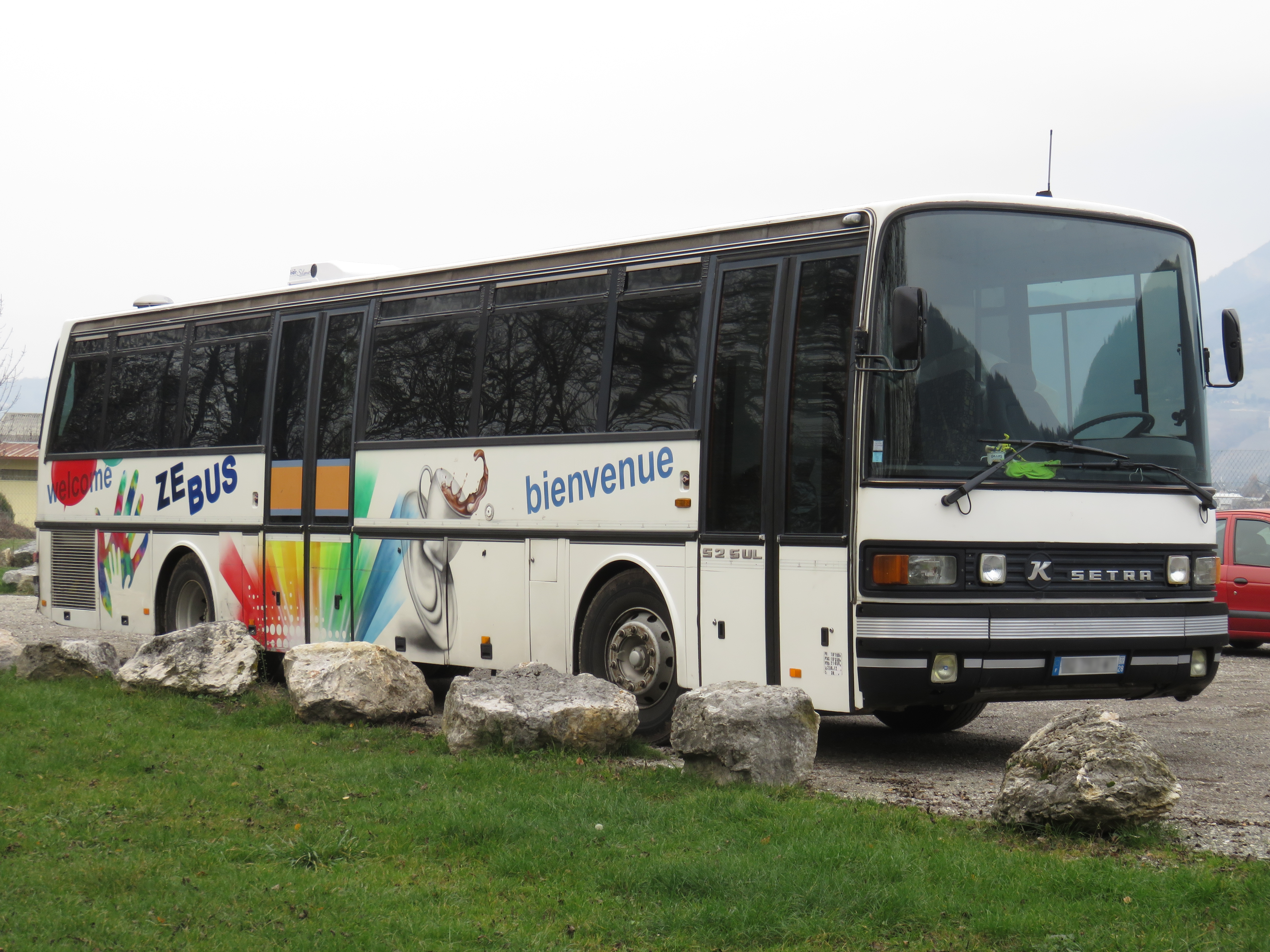
S 215 UL Überlandbus der 3. Generation mit Doppeltür vorn
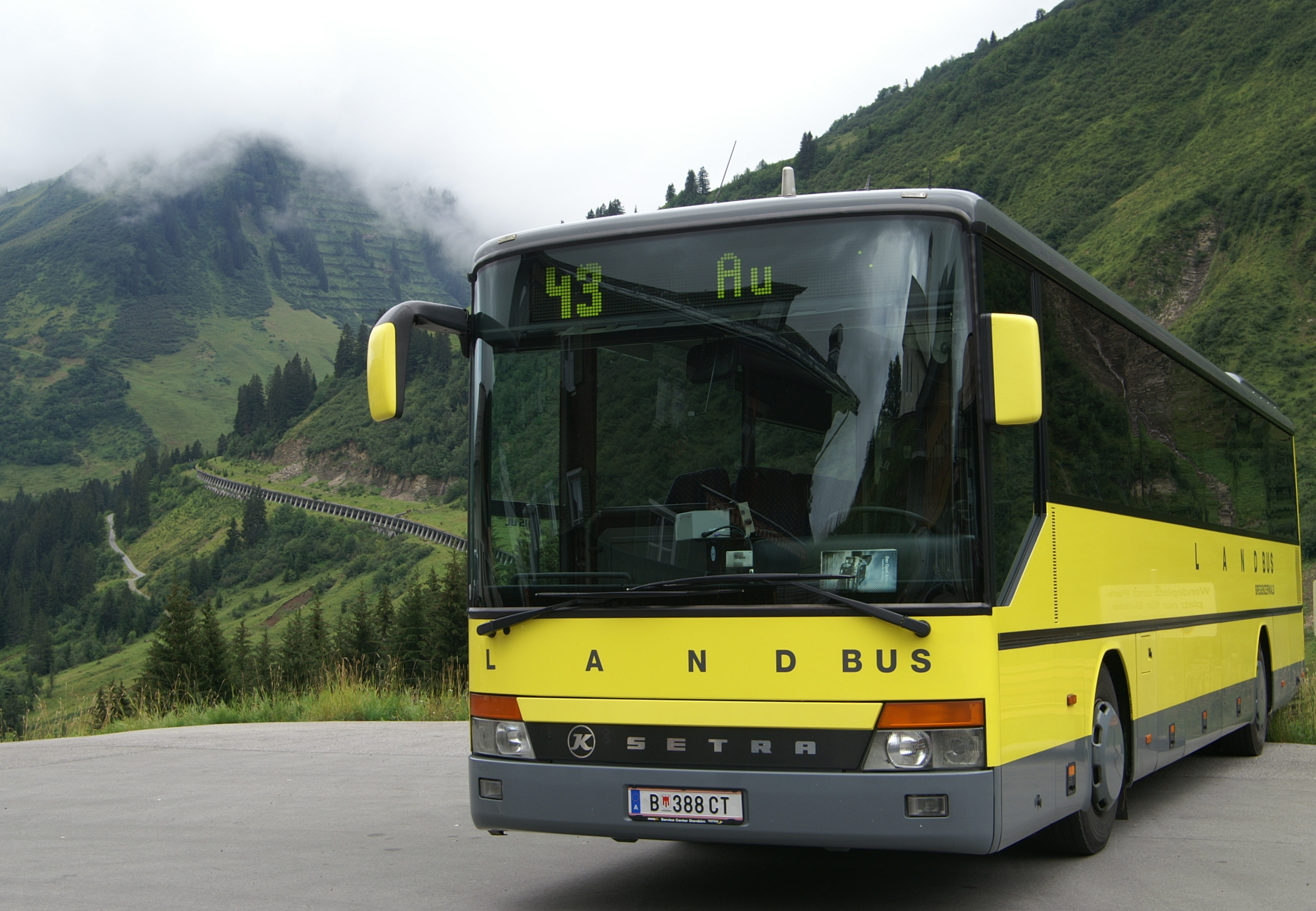
4. Generation: Überlandbus S 315 UL
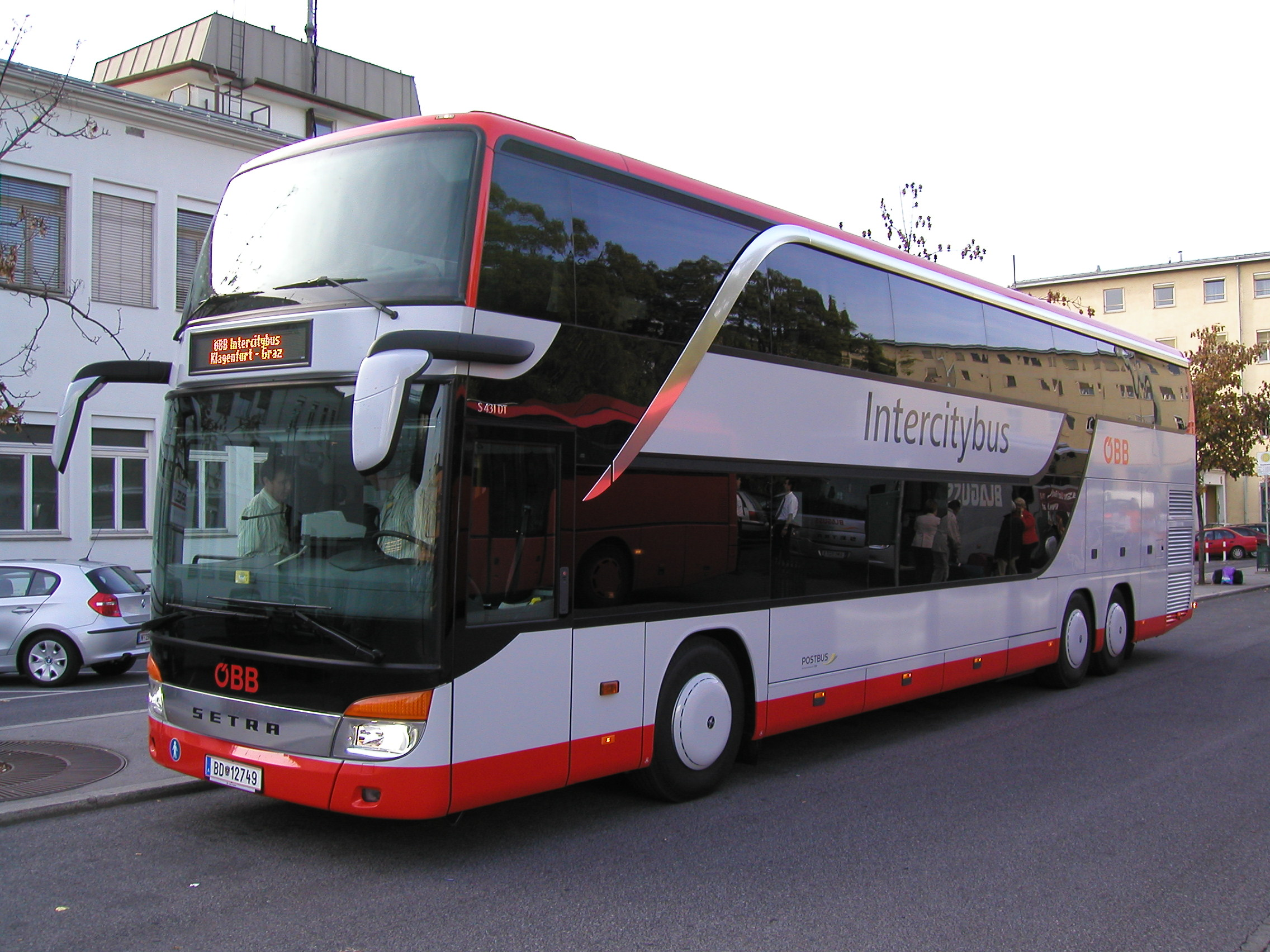
5. Generation: Doppelstock-Touristikbus S 431 DT
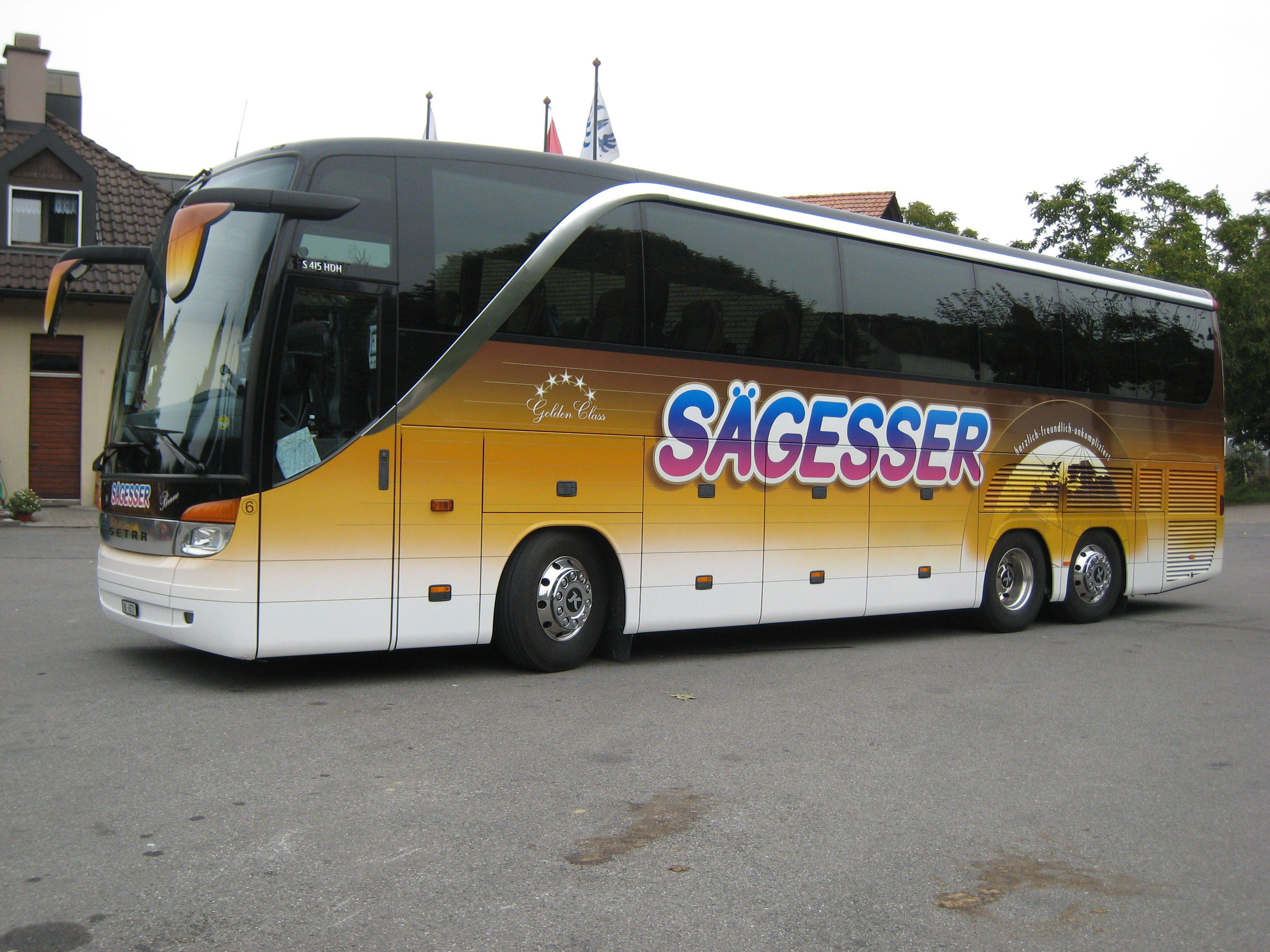
Setra S 415 HDH
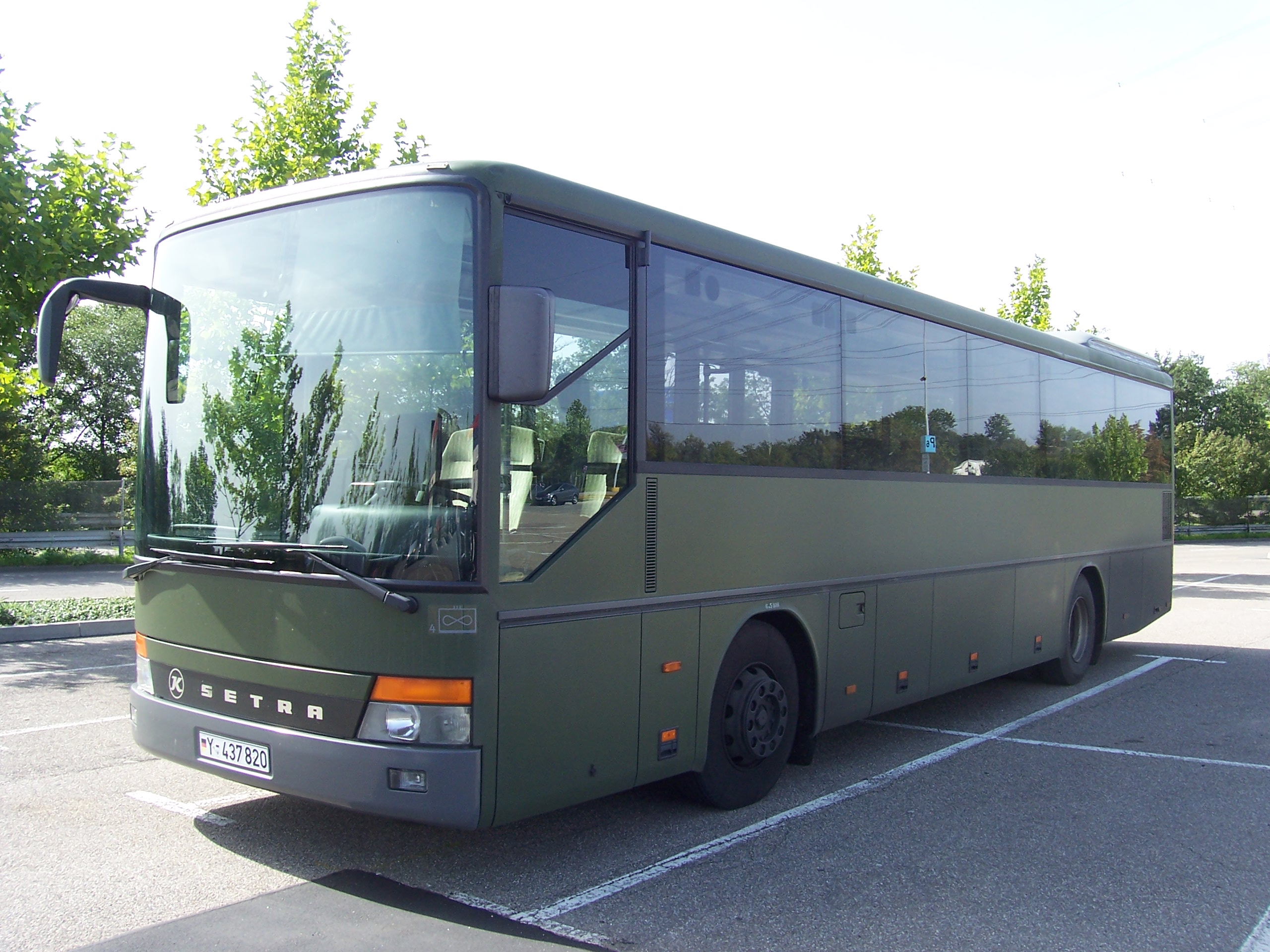
Setra S 313 UL der Bundeswehr
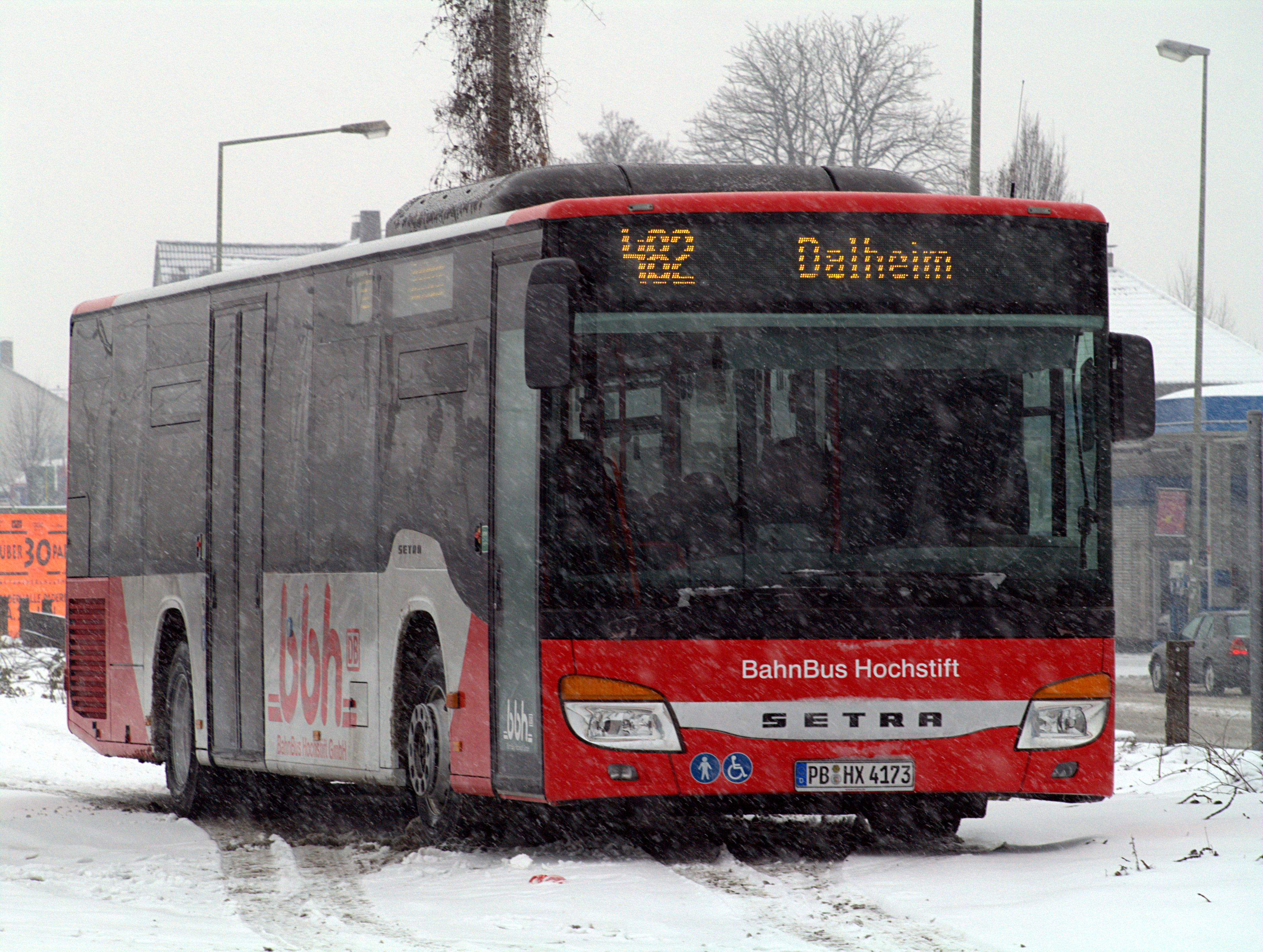
S 415 NF der BahnBus Hochstift
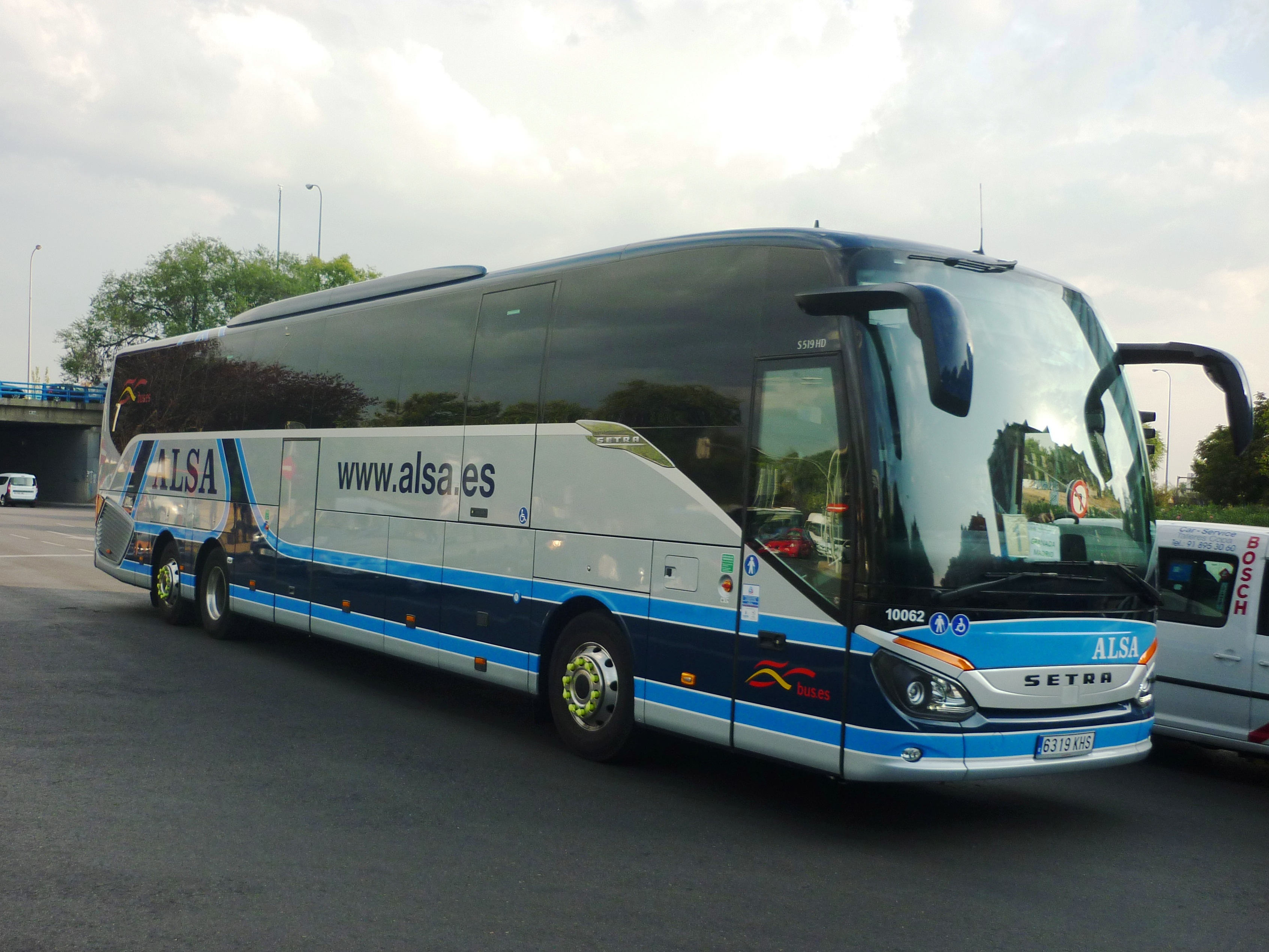
Setra S 519 HD von Alsa
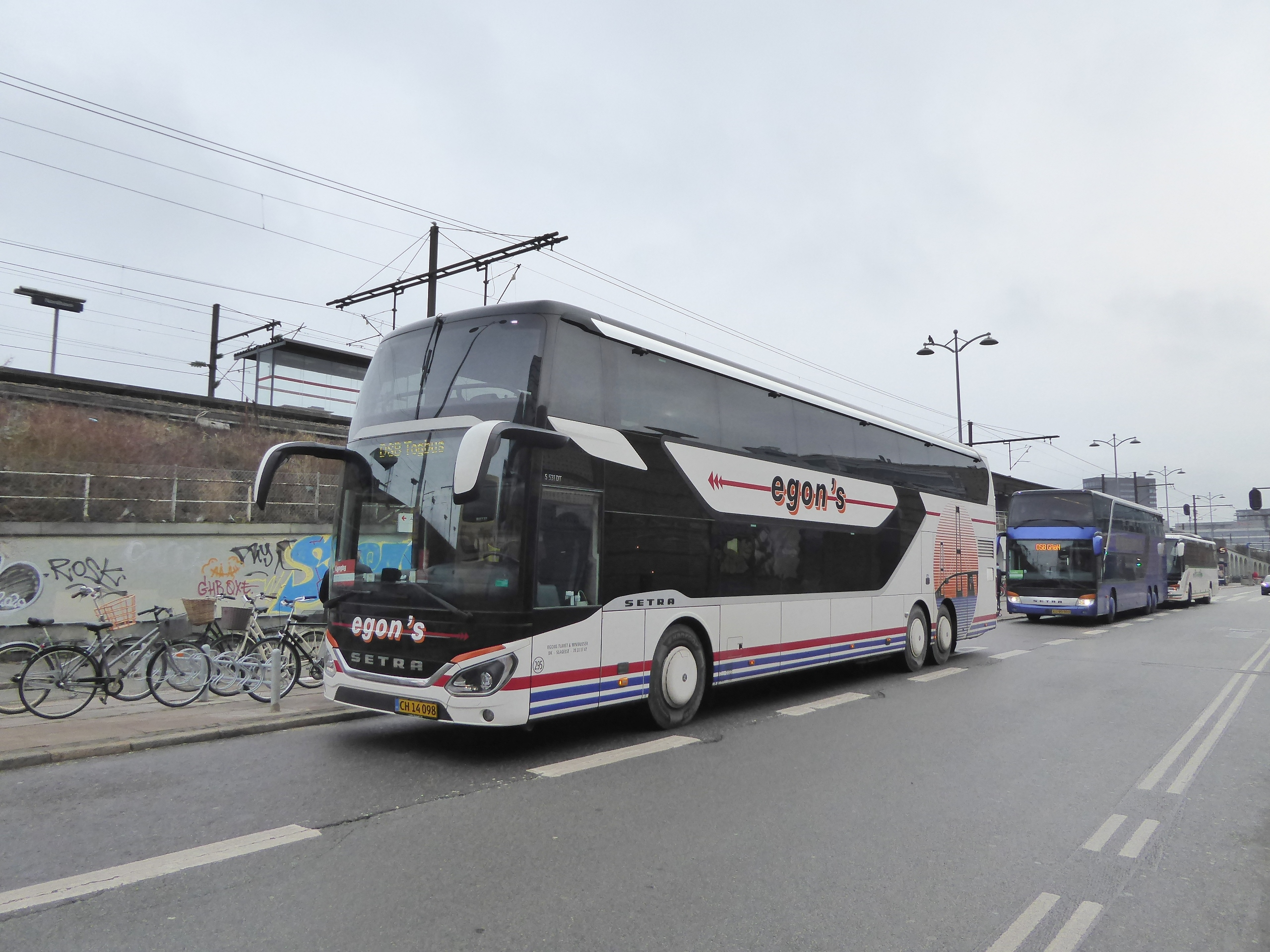
Setra S 531 DT von egon’s
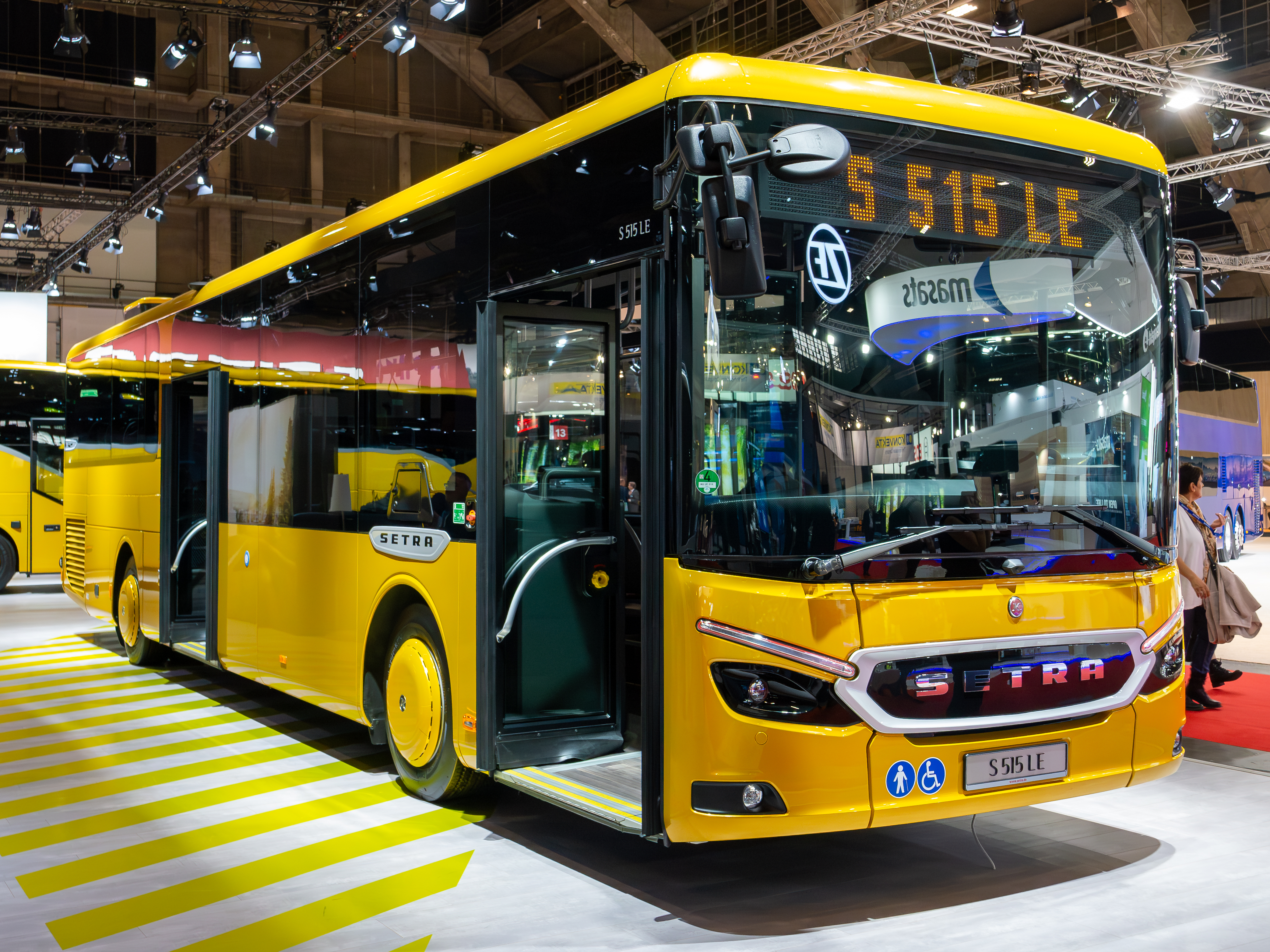
Setra S 515 LE auf der Busworld Europe 2023